# ヨハン・クライフ
ヨハン・クライフ（Johan Cruijff）ことヘンドリック・ヨハネス・クライフ（Hendrik Johannes Cruijff OON, 1947年4月25日 - 2016年3月24日）は、オランダ出身のサッカー選手、サッカー指導者。選手時代のポジションはフォワード、ミッドフィールダー。
リヌス・ミケルス監督の志向した組織戦術「トータルフットボール」をピッチ上で体現した選手であり、選手時代に在籍したアヤックスではUEFAチャンピオンズカップ3連覇、オランダ代表ではFIFAワールドカップ準優勝に導いた実績などからバロンドール（欧州年間最優秀選手賞）を3度受賞した。フランツ・ベッケンバウアー（ドイツ）と並ぶ1970年代を代表する選手であり、ペレ（ブラジル）やディエゴ・マラドーナ（アルゼンチン）と並ぶ史上最高の選手と評されており、サッカー界に最も影響を与えた人物の1人である。
引退後は指導者に転身し古巣のアヤックスやFCバルセロナの監督を務めると、バルセロナではリーガ・エスパニョーラ4連覇やUEFAチャンピオンズカップ優勝などの実績を残し監督としても成功を収め、史上最高の監督の1人とみなされた。その後は監督業から退いていたが2009年から2013年までカタルーニャ選抜の監督を務めた。相手のタックルを柔軟なボールタッチやフェイントで飛び越えたプレースタイルに由来する「空飛ぶオランダ人（フライング・ダッチマン）」、スペイン語で救世主を意味する「エル・サルバドール」 など、様々なニックネームを持つ。

## 生い立ち

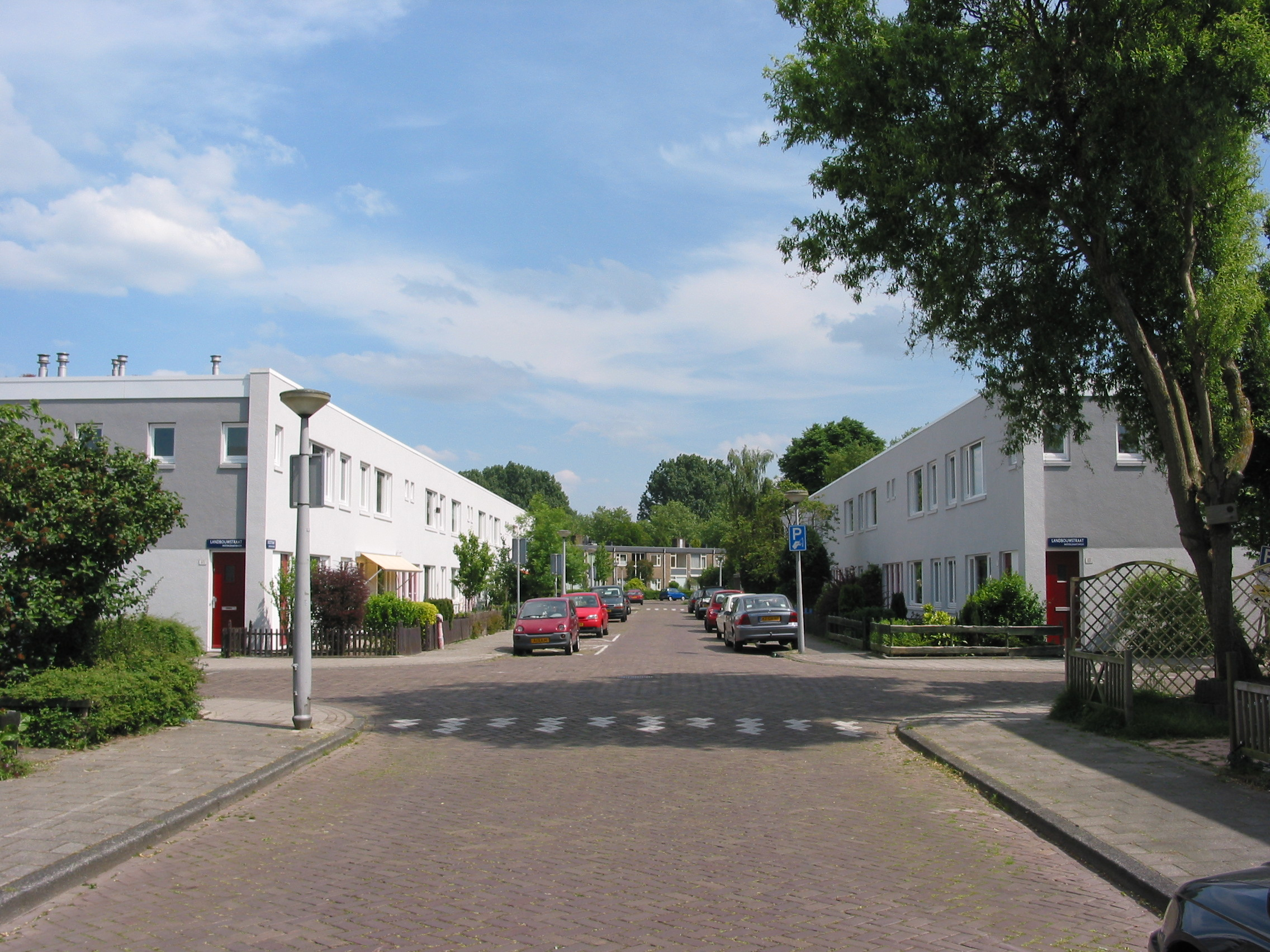
クライフが育ったベトンドルプの街並み

1947年4月25日、アムステルダムの東部にあるベトンドルプという労働者の住む街で、青果店を営む家庭の次男として生まれた。家庭は貧しく、日頃の生活に窮していたが、仲の良かった2歳年上の兄や近所の友人達と毎日のようにストリートサッカーに興じてテクニックを磨いた。少年時代を過ごした生家から数100mほどの場所にアヤックスのホームスタジアムや施設があり、頻繁に出入りしていたことから選手やスタッフから可愛がられ、マスコットのような存在になった。
少年時代は華奢な体格で実際の年齢より幼く見られたほどだったが、ストリートサッカーで身に付けたテクニックはこの当時から話題となっており、10歳の時に兄の後を追ってアヤックスの下部組織に入団した。当時のアヤックスには第二次世界大戦後に駐屯していたアメリカ軍の影響もあって野球部門があり、野球は主にサッカーのオフシーズンにプレーしていた。打順は1番、ポジションはキャッチャーを務め、有望なキャッチャーであったクライフは15歳まではオランダ代表にも選ばれていた。メジャーリーグでスター選手になるという夢も持ち合わせていたが、オランダ国内においてサッカーのプロ化の機運が高まったことを受けてクラブが野球部門を廃止したため野球選手としての道を絶ち、サッカーに専念することになった。
1959年7月8日、12歳の時に45歳の父が心臓発作により死去。クライフは精神的なショックを受け、後にクライフ自身は「影響は受けたことは確かだが、その程度は判らない」としたものの、周囲の人々によるとこの時のクライフは立ち直るまでに時間を有したという。父の死後、クライフは父の墓前に語り掛けるようになり、架空の対話を通じて父の魂とともにあり見守られているのだと確信していたという。母は青果店を手放し、アヤックスの清掃員や家政婦として家計を支えていたが、やがてアヤックスの用務員を務める男性と再婚した。クライフは幼少のころから男性と交流があり、クライフの情緒に安定と安心感をもたらすことになった。この時期にプロテスタント系の小学校を卒業後に地元の4年制の中学校へ進学したが、勉学には不熱心であり、2年時に中退し、スポーツ用品店の店員を務めながらアヤックスの下部組織でプレーを続けた。
15歳でユースチームに昇格したが、当時のクライフは他のチームメイトと比べて体格で見劣りをしていた。一方、持ち前の突破力を生かしてセンターフォワードとして1シーズンの公式戦で74得点を挙げるなど才能を発揮し、1963-64シーズンにはオランダのユース年代の全国大会で優勝を果たした。こうした経緯から、トップチームの監督を務めていたヴィク・バッキンガムはクライフのトップチーム昇格の機会を模索するようになり、個人プレーに走りがちなクライフに対してチームプレーの重要さを指導した。

## クラブ経歴

### アヤックス

#### 選手としての成功

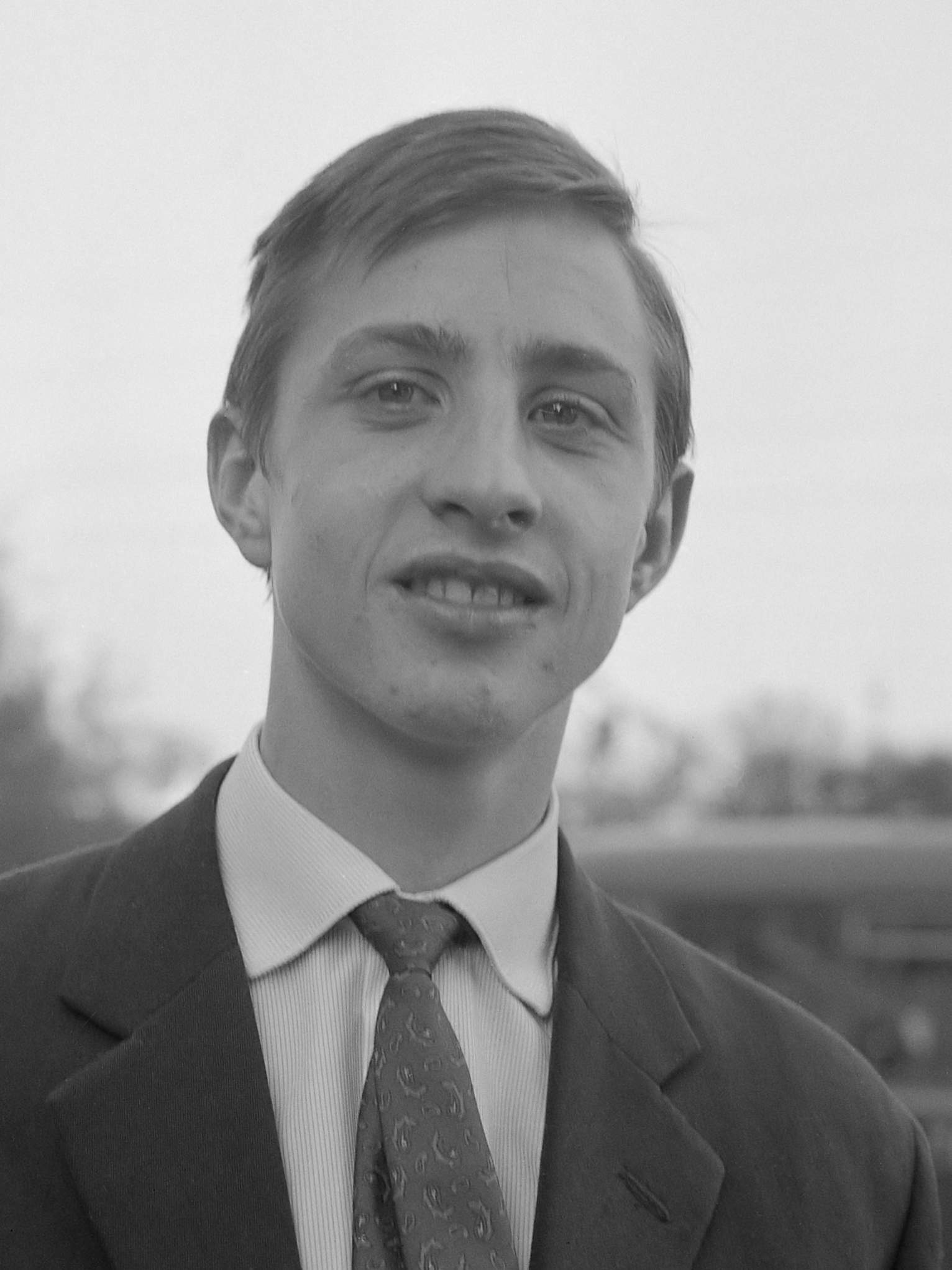
1965年のクライフ

16歳の時に1964年にトップチームへの昇格とプロ契約を打診されると、小柄な体躯であることを懸念する母を説得し、契約金1500ギルダー（約15万円）、年俸4万ギルダー（約400万円）でプロ契約を結んだ。クライフがプロ契約を結んだ当時のオランダ国内では1954年からプロ契約が認められ、クライフが所属していたアヤックスは1960年代半ばになると国内のスポーツ界に先駆けて高額の給与での選手と契約を始めたが、この契約に関してアマチュアやセミプロが主流だったオランダサッカー界において2人目の事例であり、1人目はアヤックスの主力選手であったピート・カイザーとする指摘がある。
同年11月15日にアウェーで行われたGVAV戦でデビューを果たし、試合は1-3で敗れたものの初得点を挙げ、11月22日にホームで行われたPSVアイントホーフェン戦でも得点を決め勝利に貢献しサポーターの人気を獲得した。一方、バッキンガムや彼の後任として1965年1月に監督に就任したリヌス・ミケルスの下でクライフはレギュラー選手としてではなくスーパーサブとして起用された。これはミケルスがクライフを「ダイヤモンドの原石」と称してその素質を認めながらも時間をかけて育成していきたいとの指導者側の意向によるものであり、ミケルスは「ヨハンは可能性を秘めていたが少年であり、精神的や肉体的には依然として未熟だった」と評している。クライフは1軍の試合ではフィールドプレーヤーとして出場していたが、3軍の試合に出場する際はゴールキーパーとして出場し、アヤックスでヨーロッパカップに参加していた際は第二ゴールキーパーであった。

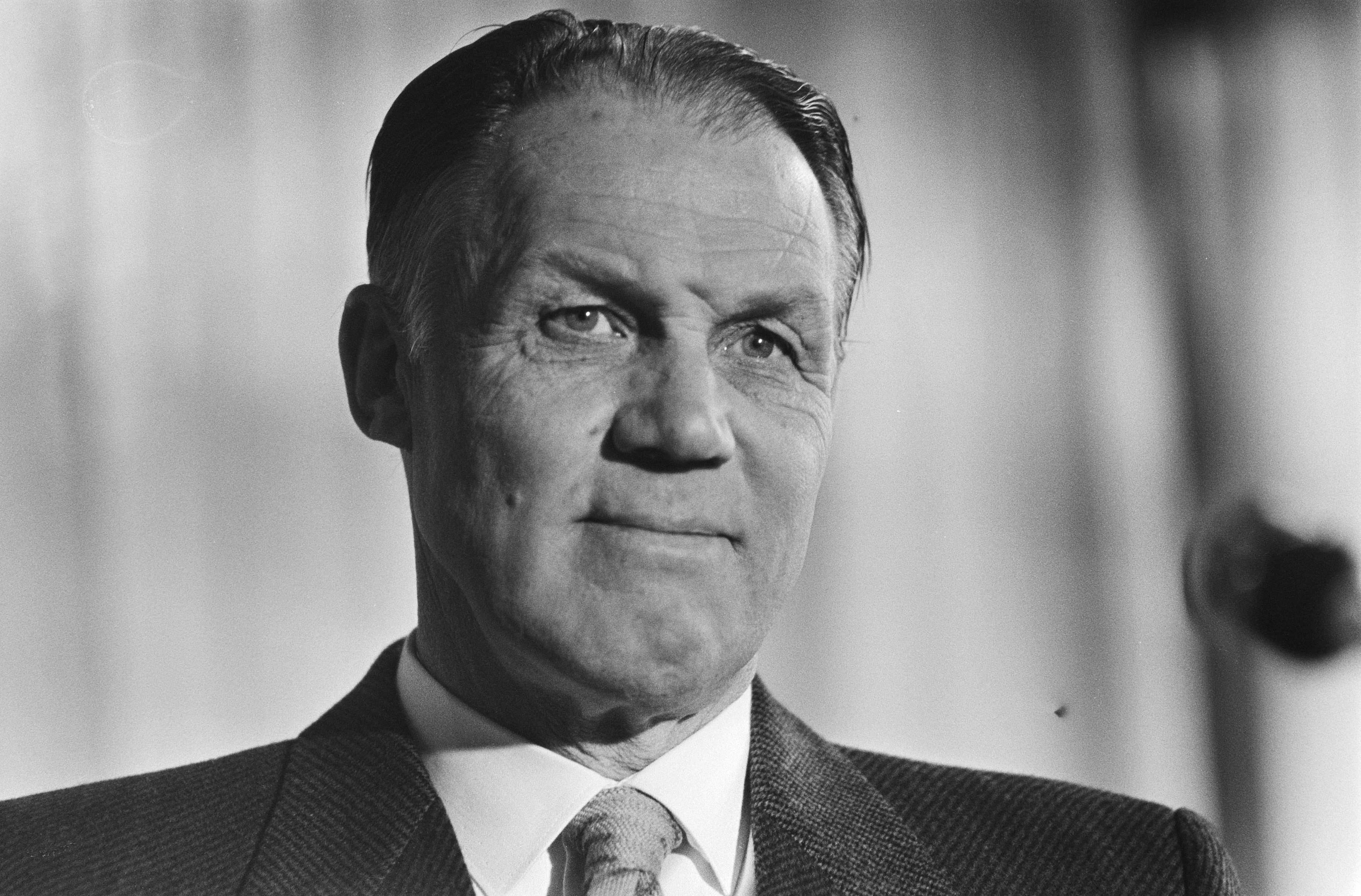
選手時代にクライフを指導したリヌス・ミケルス。彼の志向した組織戦術「トータル・フットボール」を遂行する上で、クライフは欠かせない存在となっていった。

ミケルスは自らが志向する「トータル・フットボール」を実践するために選手達に厳しいサーキットトレーニングを課していたが、クライフはミケルスの課した練習に熱心に取り組んだ。1965年10月24日に行われたAFC DWS戦でクラース・ヌニンハとの交代で1965-66シーズンの初出場を果たすとカイザーとのパス交換から2得点をあげる活躍を見せて勝利に貢献。同シーズンに19試合に出場し16得点をあげエールディヴィジ優勝に貢献するなど順調に成長を見せると、19歳の頃にはミケルスの志向するサッカーを実践する上で欠かせない選手となっていた。
国内では1965-66シーズンからリーグ3連覇を成し遂げるなどリーグ優勝6回（1965-66、1966-67、1967-68、1969-70、1971-72、1972-73）、KNVBカップ優勝4回（1966-67、1969-70、1970-71、1971-72）。個人としても1966-67シーズンに33得点、1971-72シーズンに25得点をあげリーグ得点王を獲得した。

#### 国際タイトルの獲得

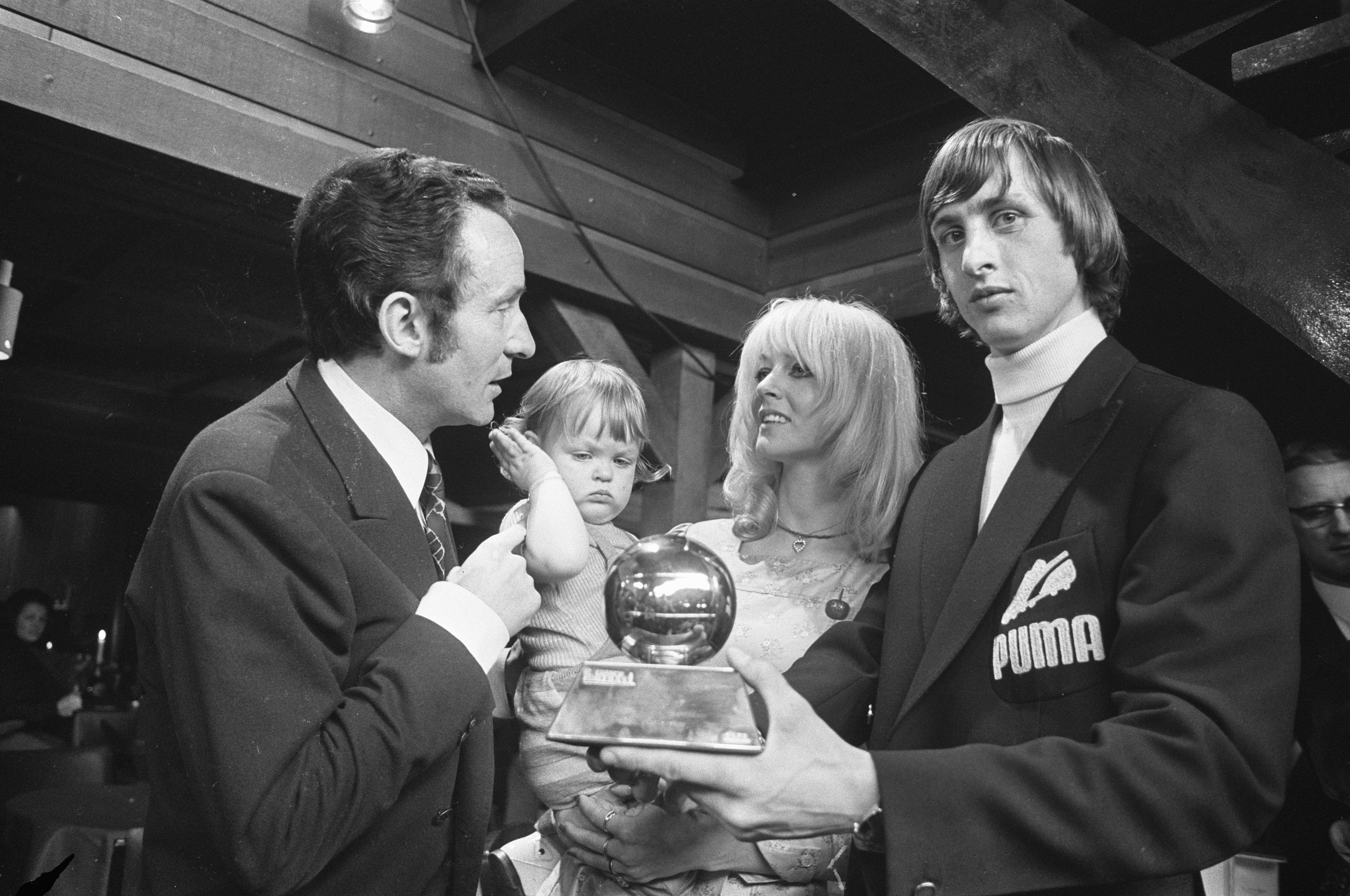
1971年のバロンドール授賞式でのクライフ

UEFAチャンピオンズカップには1966-67シーズンに初出場を果たし、2回戦でビル・シャンクリー監督が率いるイングランドのリヴァプールFCと対戦した。この試合前のアヤックスの評価は低かったが、濃霧の中で行われたホームでの第1戦においてクライフは奔放な動きを見せてリヴァプール守備陣を翻弄し5-1と大勝した。敵地での第2戦を前に相手のビル・シャンクリー監督は「我々が7-0で勝利する」と記者に対し公言したが、クライフが2得点を挙げる活躍を見せて2-2と引分け、準々決勝進出へ導いた。アヤックスはリヴァプールを相手に勝利したことで「ヨーロッパカップを優勝する可能性がある」と騒ぎ立てられたが、続くデュクラ・プラハ戦では敵地での第2戦で敗れたため準決勝進出を逃した。しかし、「霧の試合（オランダ語: De Mistwedstrijd）」 と称されるリヴァプール戦の勝利を境にミケルス指揮下のアヤックスは国際的な名声を集め、オランダサッカー界の今後を示す試金石となった。また、クライフの存在はヨーロッパ各国の関係者の知るところとなり、国際舞台において厳しいマークを受けることになった。
1967-68シーズンには1回戦でスペインのレアル・マドリードに敗退。1968-69シーズンには準々決勝でポルトガルのSLベンフィカ、準決勝でチェコスロバキアのスパルタク・トルナヴァを下すなどオランダ勢として初の決勝進出を果たしたが、決勝ではイタリアのACミランに1-4で敗れた。1970-71シーズンには決勝でギリシャのパナシナイコスFCを下し初優勝に貢献すると、1971年のバロンドール（欧州年間最優秀選手賞）の投票では116ポイントを獲得し、2位のサンドロ・マッツォーラ（57ポイント）を抑えて初受賞を果たした。
1971-72シーズンにはミケルスが退任しルーマニア人のシュテファン・コヴァチが監督に就任した。コヴァチはミケルスの提唱した「トータル・フットボール」を引き継ぐ一方で規律を重んじた前任者とは対照的に選手の自主性を許容し、「トータル・フットボール」の組織的な連動性を進化させた。この時期のアヤックスについてクライフは「コヴァチの下では後方のミッドフィールダーやディフェンダーが前線へと飛び出し、本来は前線にいるフォワードが後方から飛び出した選手のポジションをカバーリングするといった自由が認められ相手チームの脅威となっている。ミケルスの下では決して認められなかっただろう」と評している。
準決勝でポルトガルのSLベンフィカを下し2年連続で決勝進出を果たした際には規律の低下と最少得点差での勝ちあがりに批判の声が上がったものの、決勝でイタリアのインテル・ミラノと対戦した際にはクライフが2得点をあげる活躍を見せ2-0と下し2連覇を達成した。この大会の勝者として挑んだインターコンチネンタルカップではアルゼンチンのCAインデペンディエンテと対戦し、2試合合計4-1のスコアで初優勝した。
1972-73シーズンには準々決勝でフランツ・ベッケンバウアー、ゲルト・ミュラー、ゼップ・マイヤーを擁する西ドイツのFCバイエルン・ミュンヘンと対戦することになり、クライフとベッケンバウアーの対決にヨーロッパ全土の注目を集めた。ホームでの第1戦に4-0で完勝するとアウェイでの第2戦を1-2で敗れたものの合計5-2のスコアで勝利を収め、決勝ではイタリアのユヴェントスFCを下し3連覇を達成した。1973年のバロンドールの投票では96ポイントを獲得し2位のディノ・ゾフ（47ポイント）、を抑えて2回目の受賞を果たした。

#### 国外からのオファー
一方で元モデルの妻、ダニー・コスターや、宝飾商を営んでいた妻の父コー・コスター（後にクライフのマネージャーを務める）の助言もあり、高額の報酬を求めて移籍に心が傾くようになった。アヤックスでの活躍によりスペインのFCバルセロナが関心を持つようになり、1970年1月にクライフをアヤックスのトップチームに抜擢した当時の監督であるヴィク・バッキンガムを招聘しクライフ獲得に向けた仲介役としてオファーを申し出た。当時のスペインサッカー連盟の規定では外国籍選手の獲得は禁止されていたが、年内に規定が改正される可能性を見通してのオファーだった。
バルセロナ側からはアヤックス時代の3倍の年俸、ボーナス、住居、自動車、オランダとの往復航空券などの付与するなどの条件を掲示され、両クラブ間で合意に達したが、同年3月に行われたスペインサッカー連盟の総会において規定改正が見送られたことで移籍は消滅し、代わりにミケルスがバルセロナの監督として引き抜かれることになった。
アヤックスでのチャンピオンズカップ3連覇など選手として絶頂期にあった1973年5月26日にスペインの外国人選手規定が改正されると改めてバルセロナへの移籍へ向けた交渉が行われたが、スター選手を手放すことに難色を示すアヤックス側との交渉は長期化。この移籍を巡ってヤープ・ファン・プラーフ会長と対立し、「バルセロナへ移籍させないのなら選手を引退する」「移籍を認めないのならば法廷闘争も辞さない」と宣言する騒動に発展した。また、クライフが試合出場をボイコットする構えを見せたことからチームメイトとの関係も悪化し、サポーターからも批判を受けるようになったが、最終的にクラブ側が譲歩し移籍を認めることになった。しかし、バルセロナへの移籍が決まったクライフは、家に様々な毒虫が送られてくるなどといった嫌がらせの被害を受けた。

### バルセロナ
1973年夏、600万ギルダーという金額でスペインのFCバルセロナに移籍。なお、この移籍金額は同年7月にイタリアのピエリーノ・プラティがACミランからASローマへ移籍する際に記録した金額を大幅に上回る世界記録だった。
移籍成立後は手続きが遅れたため、リーグ戦デビューは1973-74シーズン開幕後になり、同年10月28日に行われたグラナダCF戦でデビューを果たすとこの試合で2得点を記録し4-0で勝利した。同年12月22日に行われたアトレティコ・マドリード戦ではアクロバティックな得点を決める活躍を見せたが、この得点は1999年にクラブ創立100周年を祝うテレビ番組の中でファン投票により、クラブ史上最高の得点に選ばれた。1974年2月17日、敵地のサンティアゴ・ベルナベウで行われたレアル・マドリード戦（エル・クラシコ）では5-0と歴史的勝利に貢献し、同年4月17日、敵地でのスポルティング・デ・ヒホン戦で4-2と勝利を収めると、残り5節を残した段階で2位以下のクラブを勝ち点で上回り14シーズンぶりのリーグ優勝を成し遂げた。また同年にはオランダ代表での活躍もあり、3度目のバロンドールを受賞した。
当時のスペインはフランシスコ・フランコの独裁政治の時代にあり、バルセロナへの移籍が決まった際には「独裁者のためにサッカーをする」という批判を受けたが、クラブ創立75周年を迎えた1974年のリーグ優勝とクライフの活躍はバルセロナ市民や反フランコ派の人々を歓喜させた。クラブは1960年代後半頃から「バルサは単なるクラブ以上の存在である」とのスローガンを掲げ、首都マドリードの中央集権政治に対し、民主化とカタルーニャ化のシンボルとなっていったが、メディアは連日のようにクライフの動向を注視しファンは「救世主」（El Salvador、スペイン語:エル・サルバドール、カタルーニャ語:アル・サルバドー）と讃えた。
1974-75シーズンにはオランダ代表の同僚であるヨハン・ニースケンスの獲得をクラブ首脳陣に推挙したこともありチームに加わったが、ギュンター・ネッツァーとパウル・ブライトナーを擁するレアル・マドリードに優勝を明け渡し3位でシーズンを終えると監督のミケルスは解任された。

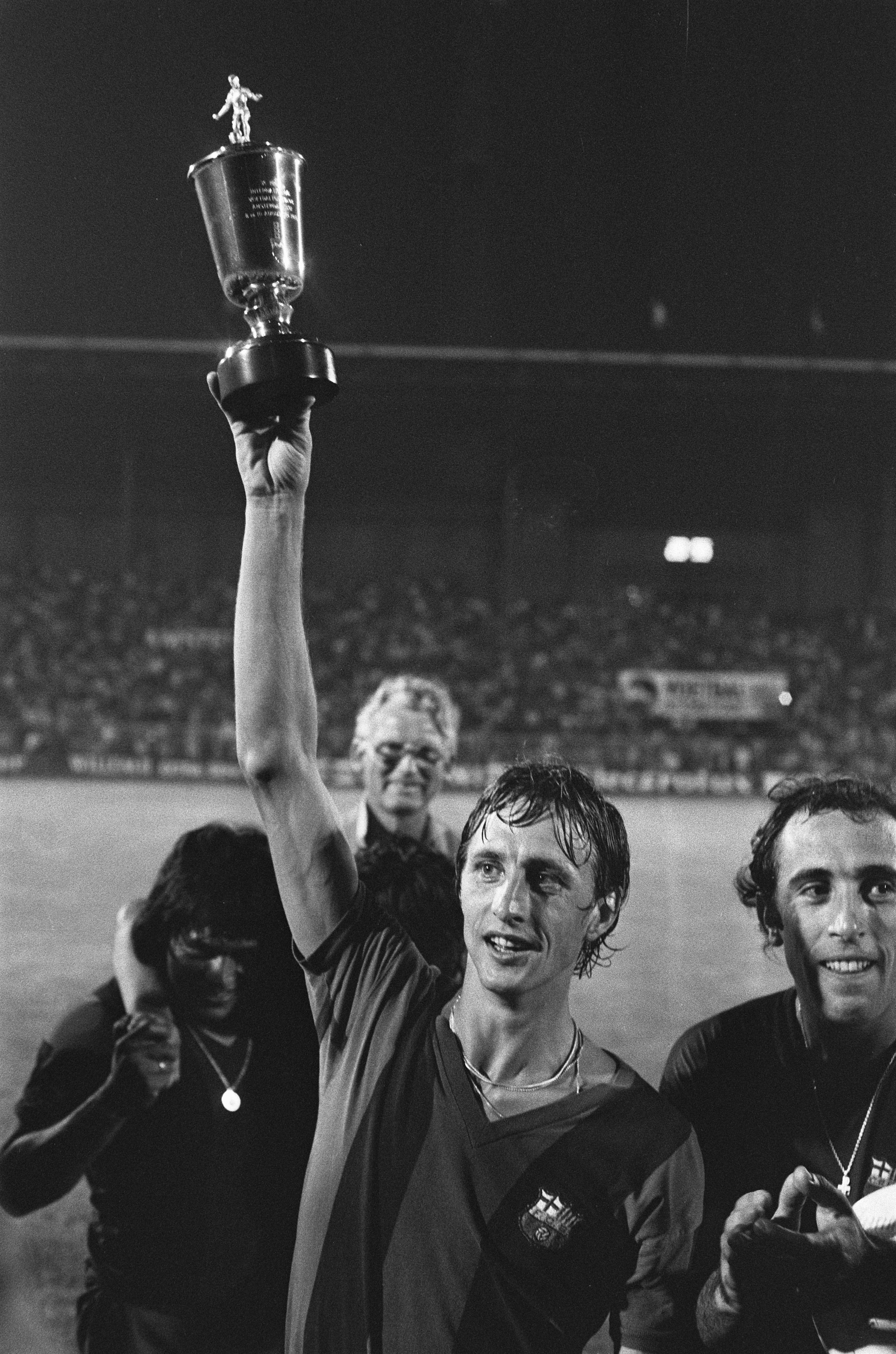
FCバルセロナ在籍時のクライフ

1975-76シーズンには西ドイツのボルシア・メンヒェングラートバッハを指揮して実績のあるヘネス・バイスバイラーが監督に就任したが、クライフとの確執が続き、クライフ自ら「バイスバイラーとは上手くいかない。6月30日に契約が終了したらオランダへ帰国する」と発言し退団の意思を示した。これにより、サポーターがクライフの残留とバイスバイラーの解任を求める抗議活動を行う事態に発展したが、1976年3月にバイスバイラーが辞意を表明したことによりクライフはバルセロナに残留しチームと再契約を結んだ。なお、クライフとバイスバイラーを巡るチーム内の内紛もあって2シーズン連続で優勝を逃した。
翌1976-77シーズンにクライフの進言により再びミケルスが監督として呼び戻され、リーグ戦では21節まで首位に立つなど優勝の可能性が残されていたが、最終的にアトレティコ・マドリードに勝ち点1差で及ばず優勝を逃した。また国際大会においてはUEFAチャンピオンズカップ 1974-75では準決勝進出を果たすもイングランドのリーズ・ユナイテッドに敗退、UEFAカップ1975-76では準決勝進出を果たすもリヴァプールFCに敗退、UEFAカップ1976-77では準々決勝でアスレティック・ビルバオに敗退するなど、欧州タイトルを獲得したアヤックス時代やバルセロナ加入初年度となった1973-74シーズンほどの結果を残すことはできなかった。成績低下の理由について、相手選手の厳しいディフェンスを受けるうちに抑え気味にプレーするようになり自身の持ち合わせる能力を100%発揮することがなくなったことが指摘されている。またクライフ自身は強気な性格が災いし判定を巡って審判とたびたび口論となるなどプレー以外の側面で注目を集めるようになっていた。バルセロナでの最後のシーズンとなった1977-78シーズンはコパ・デル・レイ決勝でUDラス・パルマスを3-1で下し優勝を果たしたものの、国際大会ではUEFAカップ1977-78では準決勝でオランダのPSVアイントホーフェンと対戦し2試合合計3-4のスコアで敗れた。リーグ戦ではレアル・マドリードに優勝を明け渡し2位でシーズンを終えると、1978年5月27日に行われた古巣のアヤックスとの親善試合を最後にバルセロナを退団し、正式な引退試合を行うことを表明した。

### 引退試合と実業家への転身

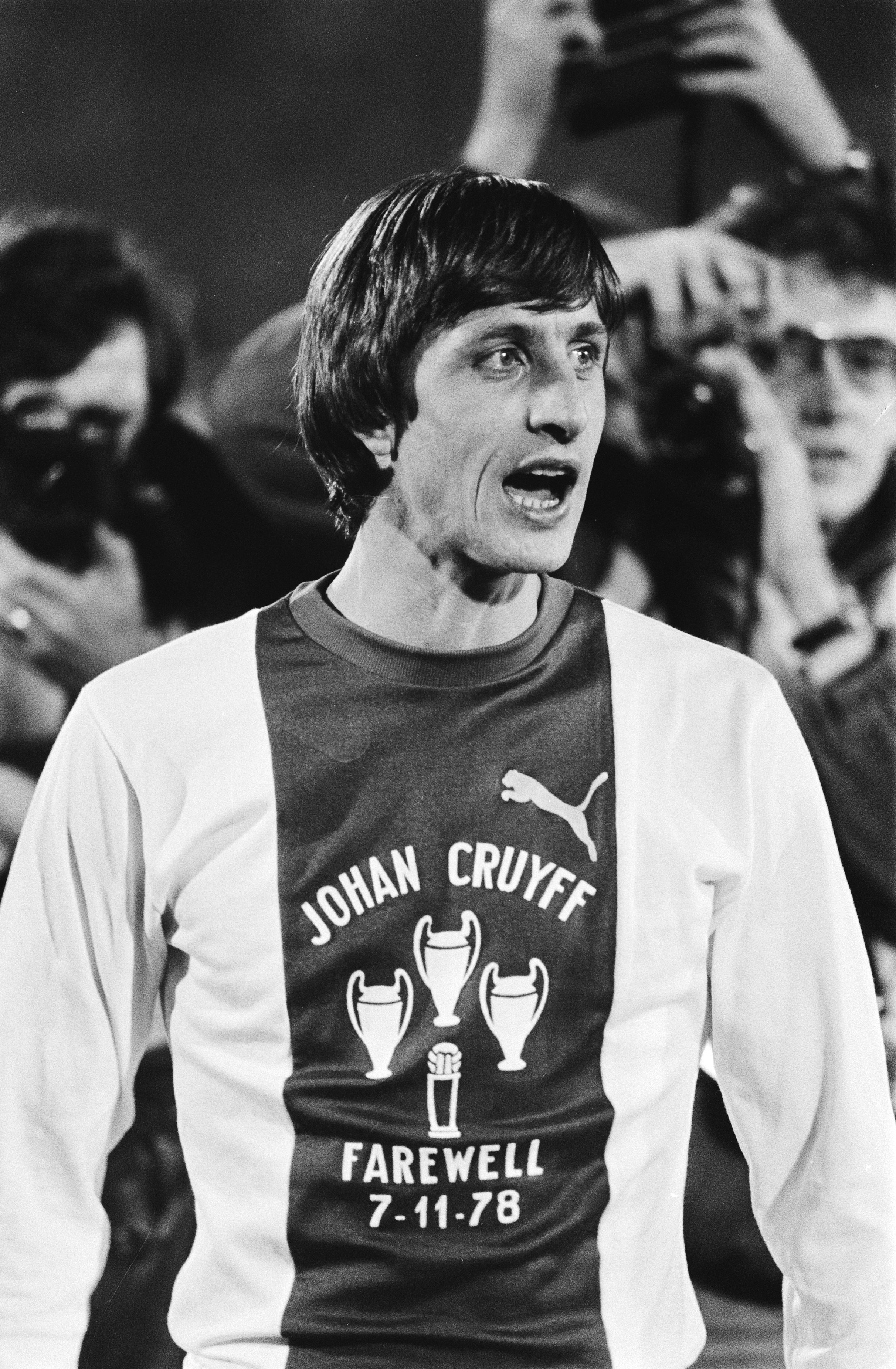
1978年11月7日に行われた引退試合でのクライフ。

1978年5月、バルセロナで現役引退を表明したクライフはオランダへ帰国した。同年8月30日にアメリカ合衆国のニューヨーク・コスモスに招待され、コスモス対世界選抜の親善試合に出場したほか、イングランドのチェルシーFCからオファーを受けていたが、選手としての正式な復帰を断り続けた。
同年11月7日、アムステルダムのオリンピスフ・スタディオンで、クライフの引退試合が開催された。クライフは自身がプロデビューを果たし長年にわたって在籍したアヤックスの選手として出場し、対戦相手には西ドイツのバイエルン・ミュンヘンが選ばれた。試合当日は6万5000人の観客が訪れ、入場料収入の17万5000ドル（約3500万円）はオランダのアマチュアサッカー界の振興と障害者施設のために寄付された。この試合は世界6か国にテレビ中継されたが、試合は友好ムードのアヤックスとは対照的に激しいボディコンタクトを厭わず真剣勝負を挑むバイエルンという展開となった。序盤こそアヤックスが優勢に試合を進めたものの、バイエルンがゲルト・ミュラーが先制点を含め2得点、パウル・ブライトナーとカール＝ハインツ・ルンメニゲが揃ってハットトリックを達成するなどして8-0と大勝した。
クライフ自身は時おり往時のプレーを垣間見せたものの味方からの支援はなく、一方的な展開に観客席からは座布団が投げ込まれ、試合に見切りをつけスタジアムを後にする観客もいた。試合後にはクライフに花束が贈られ、チームメイトに肩車をされてファンに別れを告げる演出が行われたが、クライフは「私のイメージした引退試合とはかけ離れた内容となった」と心境を語った。バイエルンが真剣勝負を挑んだ経緯についてブライトナーは「オランダ国内にバイエルンを歓迎する雰囲気はなく、空港や宿泊したホテルでは敵対的な対応を受けた。そこで試合を我々の独演会（バイエルン・ショー）に代えることを決めたんだ」と証言している。クライフはこの試合で得た収益のうち30万ギルダーを子供病院へ寄付した。
引退試合の後、クライフはスペインで実業家へと転身した。クライフはバルセロナ在籍時から自身の肖像ブランドを冠したビジネスを展開していたが、友人やビジネスパートナーらと新たに「CBインターナショナル」を設立し、不動産取引、ワインやセメントや野菜の輸出業務に従事した。その際、ビジネスパートナーはクライフの信用を得て彼の所有する銀行口座から自由に事業資金を引き出していたが結果的に事業は失敗に終わった。これによりクライフの下には600万ギルダーの借金が残されたとも、総資産の4分の3に相当する900万ギルダーを失い破産寸前となったとも言われる。
一連の経緯についてクライフは「以前から義父や友人から幾度となく「専門外のことに関わってはいけない」と注意を受けていたが、罠にかかり唯一の間違いを犯した。その代償は大きなものだが多くのことを学んだ」と語っている。事業に失敗し多額の借金を背負ったことが後にアメリカ合衆国で現役復帰を果たす決定的要因となったと複数の論者から指摘されている。一方で事業の失敗と現役復帰の因果性についてクライフ本人は否定したが、引退から数か月後には現役復帰を決意した。

### ロサンゼルス・アズテックス
クライフのアメリカ合衆国での復帰に関して最初に関心を示したのは、北米サッカーリーグ (NASL) のニューヨーク・コスモスだった。 同クラブのオーナーを務めるスティーヴ・ロスは、クライフとの間で優先的に交渉を行うための仮契約を締結し3年契約で400万ドルを提供した。一方、クライフは「私はアメリカサッカー界の発展の助力となりたいのだ。最初に移籍先と考えたコスモスは常に5万人以上を動員する人気チームだが、そこには私の果たすべき役目はない。私の希望は将来的に成長する可能性を秘めたチームだ」としてコスモスへの移籍を固辞し、恩師のミケルスが監督を務めるロサンゼルス・アズテックスと契約した。契約内容は年俸70万ドル（約1億5000万円）に、本拠地とするローズボウルで観客動員数が増加した場合に派生する歩合給を加えたもので、換算すると年収100万ドルに上るものと推測された。また、アズテックスは優先交渉権を持つコスモスに対し60万ドルを支払った。
1979年5月19日、ロチェスター・ランチャーズ戦でデビューすると、前半10分のうちに2得点をあげ、後半には3点目の得点をアシストし、3-0と勝利した。アズテックスには監督のミケルスをはじめ、アヤックスやオランダ代表でチームメイトだったヴィム・シュルビア、レオ・ファン・フェーン、フープ・スメーツらといったオランダ人が在籍していたこともありリラックスした雰囲気を味わった。チームはナショナルカンファレンス西地区で2位となりプレーオフ進出を果たすと、カンファレンス準決勝でバンクーバー・ホワイトキャップスに敗れたものの、クライフはNASLの年間最優秀選手に選ばれた。

### ワシントン・ディプロマッツ

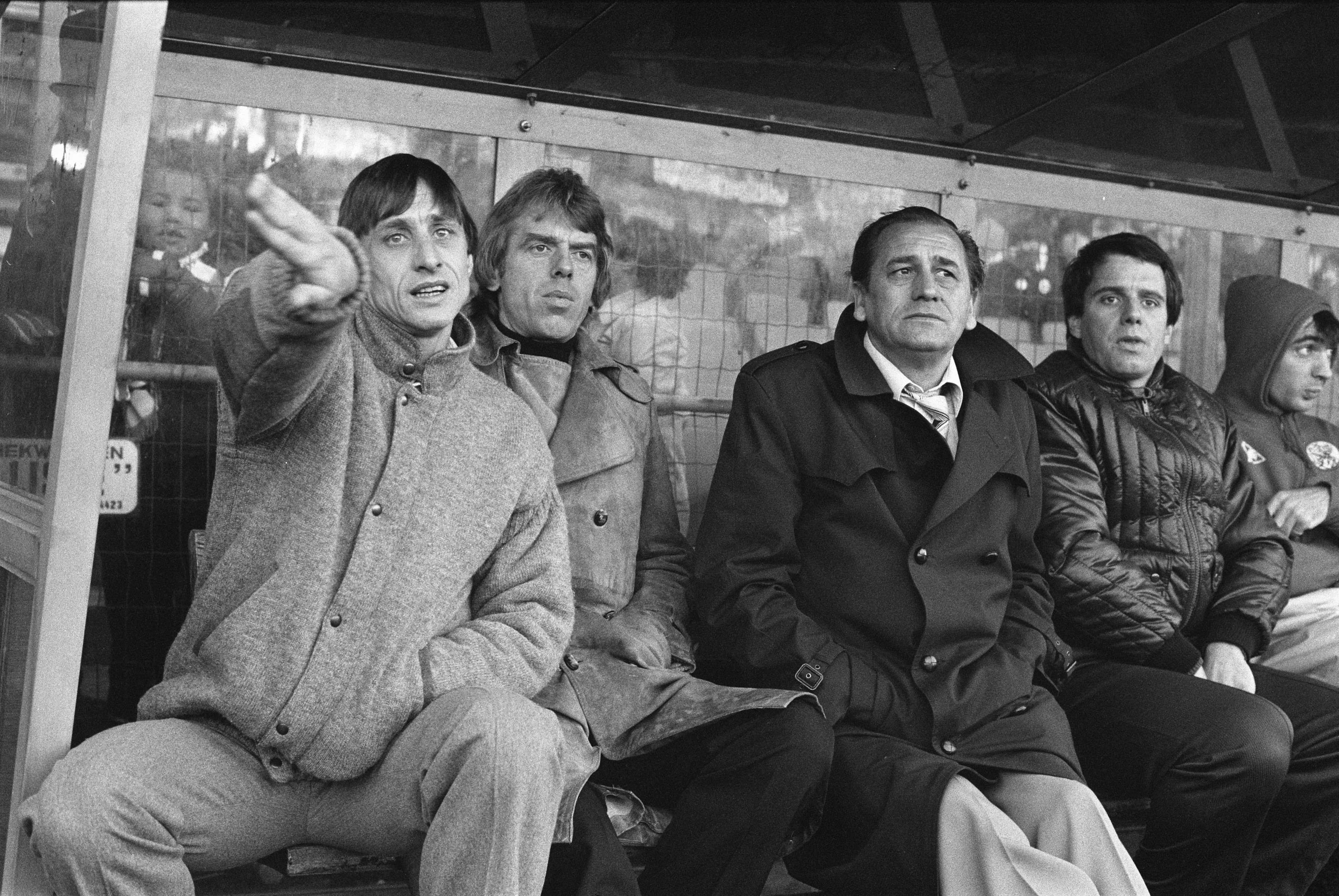
1980年、古巣のアヤックスにテクニカルアドバイザーとして復帰するとFCトゥウェンテ戦の試合途中から指揮を執った。

1980年2月、首都ワシントンD.C.を本拠地とするワシントン・ディプロマッツに移籍した。ディプロマッツは1979年秋にマディソン・スクエア・ガーデン・グループが経営に参画し大幅な選手補強に乗り出していたが、当初獲得を目指したイングランド代表のケビン・キーガンとの交渉は失敗したものの、代わりにクライフと契約を結んだ。契約内容は3年契約で150万ドル（約3億2500万円）、ディプロマッツが移籍元となるアズテックスに対して移籍料100万ドル（約2億5000万円）を支払うというものだった。人気の低迷が続いていたディプロマッツ側にはスター選手の獲得により観客動員数を増加させたいとの狙いがあった。
同年3月29日、タンパベイ・ロウディーズ戦でデビューしたがPK戦の末に2-3で敗れた。ディプロマッツにはオランダ代表のチームメイトだったビム・ヤンセンが在籍していたものの、チームが志向するスタイルはイングランドの下部リーグで行われているような荒々しいものでトータルフットボールとはかけ離れていた。前年に所属していたアズテックスでは多くの選手がクライフの助言を受け入れたのに対し、ディプロマッツの選手たちは関心を示さず、監督のゴードン・ブラッドリーをはじめ何人かの選手から反発を招いた。また、人工芝の影響による怪我に苦しめられるなど困難なシーズンとなった。チームはナショナルカンファレンス東地区で2位となりプレーオフ進出を果たしたが、カンファレンス1回戦でクライフが前年に所属していたアズテックスに敗れた。
同年秋、ディプロマッツの企画したアジアツアーに参加し日本、香港、インドネシアを転戦したが、この時期には出場困難な怪我を負っていた。
クライフはNASLがシーズンオフとなった間にオランダへ帰国し古巣のアヤックスでプレーすることを試みた。これに対しオランダサッカー協会 (KNVB) は、NASLに所属する選手が期限付きでオランダのクラブへ移籍しリーグ戦に出場することを認めない決定を下した。そのため、アヤックスのテクニカル・アドバイザーという名目でチームに加わると同年11月30日に行われたFCトゥウェンテ戦をスタンドで観戦した。試合は1-3とアヤックスがリードされる展開となったが、業を煮やしたクライフはスタンドを降りてベンチへと向かい、監督のレオ・ベーンハッカーの隣で直接指揮を執った。クライフの助言を受けたチームは調子を取り戻すと4点を奪い5-3とトゥウェンテに勝利した。

### レバンテ

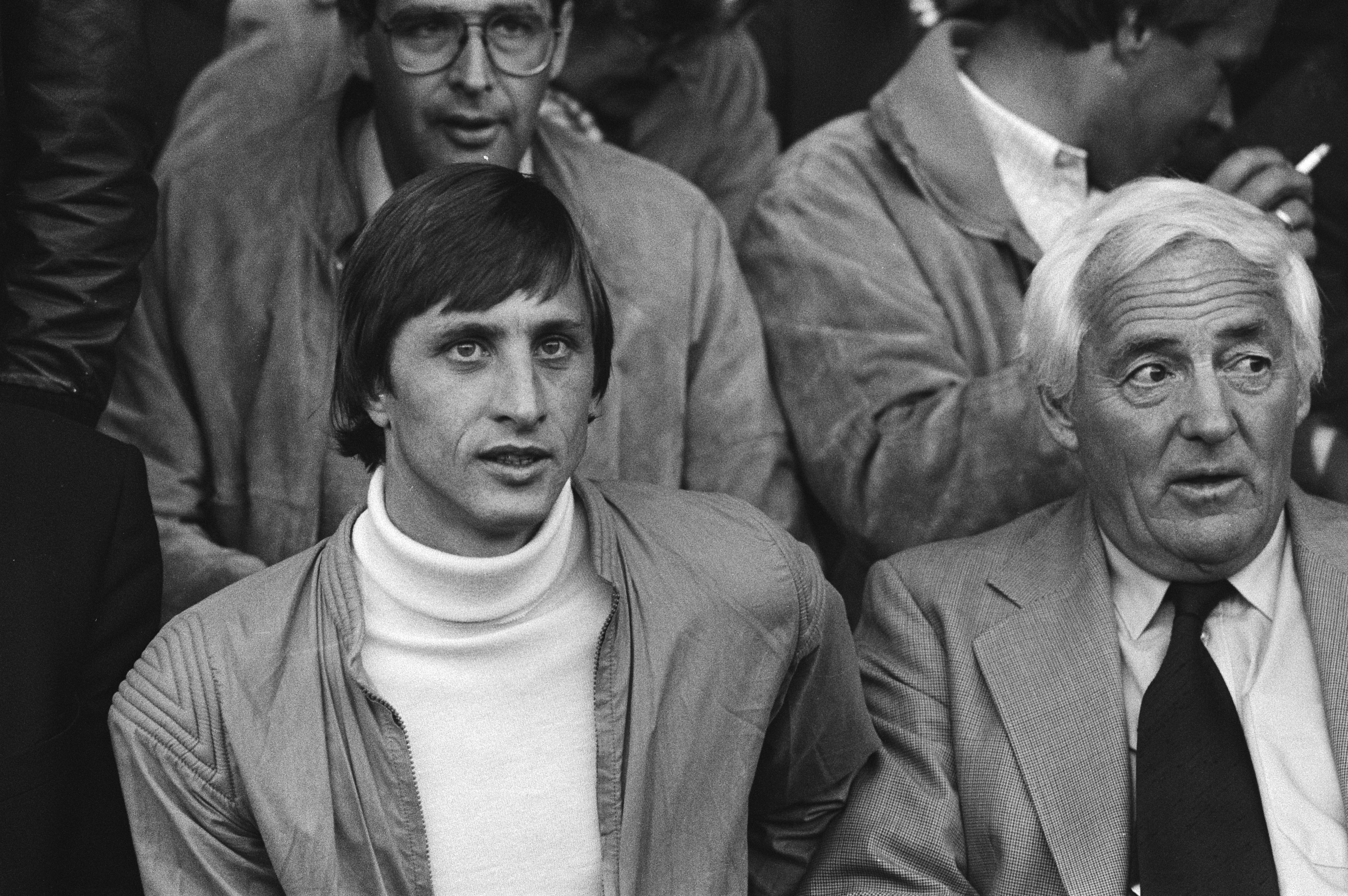
クライフと義父のコー・コスター（右側）。

1981年、クライフはオランダのDS'79の会長の依頼を受けてロブ・レンセンブリンクと共に招待選手として同クラブに参加。イングランドのチェルシーFC、ベルギーのシャルルロワSC、オランダのMVVマーストリヒトの3つの親善試合に出場した。当時のクライフは欧州のクラブへの移籍を模索しており、イングランドのチェルシーFC、アーセナルFC、レスター・シティFCが獲得に乗り出した。この中で、2部リーグへの降格争いの渦中にあったレスターが高額の条件を掲示したこともあり、移籍は決定的との報道もなされたが実現には至らなかった。
同年2月26日、スペイン・セグンダ・ディビシオン（2部リーグ）のレバンテUDへ移籍することに合意した。レバンテはクライフが加入する時点では2部リーグの上位を争っていたものの、観客動員数が伸び悩んでいたこともありクラブの首脳陣は人気回復の起爆剤としてクライフと契約するに至った。契約の際、義父のコスターの手腕により、バルセロナの様な欧州のトップクラブに所属する選手と同等の給与、ホームでの観客動員数が一定数を超える毎に特別報酬を得ることになったが、報酬が1か月以上支払われなかった場合には契約を破棄し他チームへ移籍することが出来る、といった自身に有利な条件が盛り込まれた。
3月2日に行われたCFパレンシア戦でデビューしたが、ディプロマッツ在籍時に負った怪我の影響もありリーグ戦10試合に出場し2得点という結果に終わり、クライフの加入と前後してチームの成績も下降線を下り最終的に9位でシーズンを終え1部昇格を逃した。一方でクライフとの間で結んだ高額の契約が経営状態を圧迫しチーム内に不協和音を生み出したと指摘されている。クライフとクラブ側との間で「観客動員数が一定数を超える毎に特別報酬を得る」契約を交わしていたが、この報酬が未払いとなるトラブルが派生したためシーズン終了後にチームを退団した。
同年6月、イタリアのACミランと契約交渉を行い、ミランの招待選手として同国で開催された世界各国のクラブを招いた対抗戦「ムンディアリート・ペル・クラブ」に参加した。6月16日に行われたフェイエノールト戦に先発出場した が、鼠蹊部の負傷のためにコンディショニングが万全でなかったこともあり45分間の出場のみに終わった。クライフはフェイエノールト戦で負傷の影響もあって精彩を欠き、残りの試合も欠場するなど周囲の期待に答えることは出来なかった。ミランとの契約交渉が失敗に終わると現役引退が現実味を帯び始めた。
同年6月18日、クライフはワシントン・ディプロマッツと短期間の契約を結んだ。7月1日に行われたサンディエゴ・ソッカーズ戦でデビューしたが、チームはナショナルカンファレンス東地区で3位となったためプレーオフ進出を逃し、モントリオール・マニック戦がアメリカ合衆国での最後の試合となった。

### アヤックスへの復帰

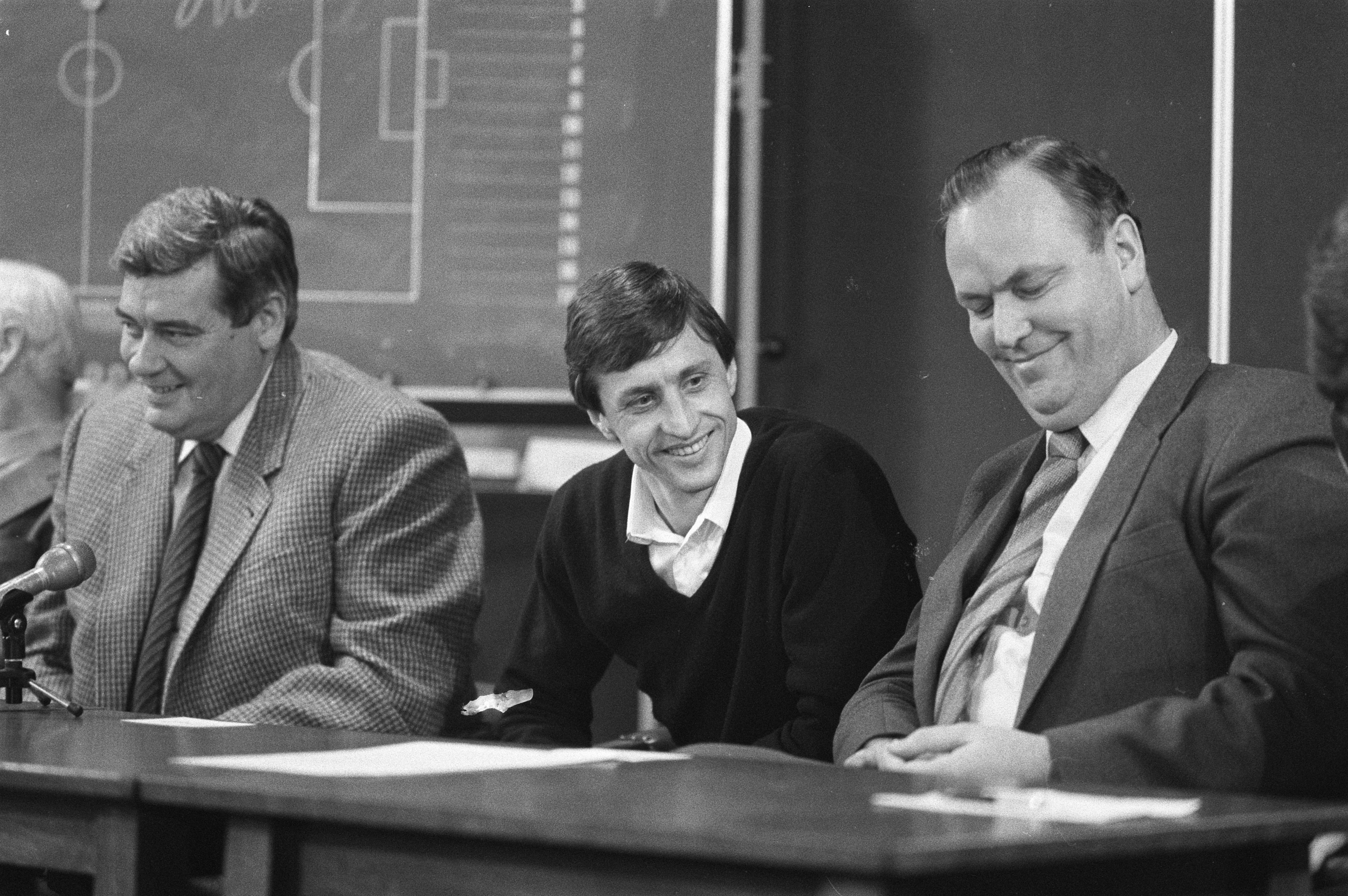
アヤックスへの復帰直後のクライフ。左隣は会長のトン・ハルムセン。

レバンテの退団後にワシントン・ディプロマッツを経て同年秋に古巣のアヤックスに復帰したが、既に34歳となっており、年齢的な問題もあり選手としては限界と考えられていた。しかし同年12月6日に行われたHFCハールレム戦でのキーパーの意表を突くループシュートを決める活躍などにより4-1と勝利し、周囲でささやかれていた限界説を退けた。
当時のアヤックスはマルコ・ファン・バステンやフランク・ライカールトやジェラルド・ファネンブルグといったオランダの次世代を担う選手達が在籍していたものの、多くの結果を残すことが出来ずにいた。クライフが加入した1981年12月の時点でリーグ戦でAZアルクマールやPSVアイントホーフェンに敗れるなど4敗を喫し首位の座を明け渡していたが、クライフの加入後は17勝2分けの成績でAZやPSVを退けて1981-82シーズンのリーグ優勝を果たした。
2年目の1982-83シーズンにはUEFAチャンピオンズカップ 1982-83に出場し、1回戦でスコットランドのセルティックFCと対戦。アウェーでの第1戦を2-2と引き分けて迎えたホームでの第2戦は1-1の同点で迎えた88分にクライフが交代すると、試合終了間際に失点を喫し合計3-4のスコアで敗退した。この試合は選手生活を通じて最後の国際大会での公式戦出場となった。
1982年12月5日に行われたヘルモント・スポルト戦では印象的なトリックプレーを見せた。試合中にペナルティーキックを獲得するとクライフは自らシュートをせずに左斜め前に緩やかなパスを送り、後方から走りこんできたイェスパー・オルセンへと繋がり相手のキーパーと1対1の状況となった。オルセンはゴール前で待ち構えるクライフにパスを戻すとキーパーのいない無人のゴールにシュートを決めるというもので、結果的にクライフとオルセンのワンツーパスの形となった。ヘルモントの選手たちは主審に抗議を行ったがルール上においても正当なもので、一連のプレーに関するアイデアは練習中に考案されたものだった。
リーグ戦ではフェイエノールトとの間でシーズン終盤まで優勝争いを続けていたが、1983年5月1日に行われたフェイエノールトとの直接対決を3-3と引分け、残り2試合を残して首位のアヤックスと2位のフェイエノールトとの勝ち点差4の状態を維持。5月1日に行われたヘルモント・スポルト戦ではクライフを累積警告による出場停止で欠いたものの4-1と勝利しリーグ連覇を達成した。この時期のクライフは継父の死や故障を繰り返していたことで精神的に困窮していたものの、同シーズンのリーグ戦とカップ戦との二冠獲得の原動力となった。
一方、1983年に入るとクラブ会長のトン・ハルムセンがクライフに対し36歳という年齢を理由に引退を迫ったことや、クラブ側との間で締結していた入場料収入に応じた給与体系の更新を拒否されたこともあり確執を生んでいた。クライフは5月10日に行われたカップ戦決勝第一戦のNECナイメヘン戦の終了後に退団を表明し、5月14日に行われたリーグ戦最終節のフォルトゥナ・シッタート戦がアヤックスでの最後の試合出場となった。

### フェイエノールトへの移籍と引退

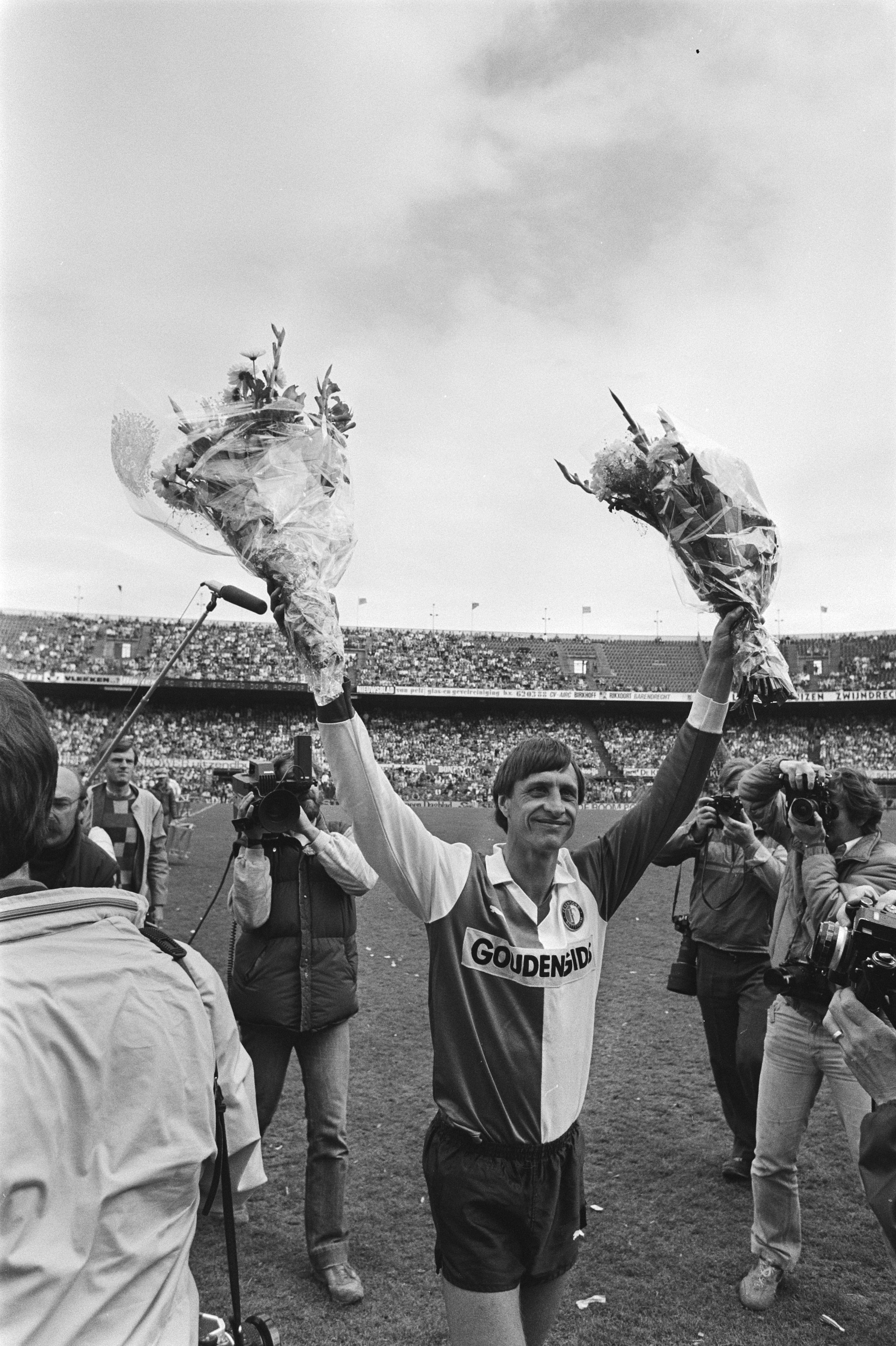
公式戦最後の試合となったフェイエノールト対PECズヴォレ戦でのクライフ。

1983年夏、アヤックスを退団したクライフはライバルクラブのフェイエノールトへ移籍し1年契約を結んだ。この移籍についてアヤックスのサポーターからは反発が上がり、8月21日に行われたリーグ戦開幕戦のFCフォレンダム戦でもフェイエノールトのサポーターから批判のブーイングを受ける可能性があったものの、試合開始とともに自らの価値を示すことで批判を払拭した。フェイエノールトでは当時21歳のルート・フリットらとチームメイトとなったが、監督のテイス・リブレフツを尊重しつつ頻繁に選手たちの対して技術指導やポジショニング指導を行った。またフェイエノールトへの移籍後は自分自身のプレーにも変化が生じ、体力的な衰えもあり以前の様な個人技を前面に出したプレーを抑え、中盤でボールを落ちつかせ味方に指示を送りポジショニングやパスコースの修正を行うことに徹した。
同年9月18日に行われた古巣のアヤックス戦では2-8と大敗を喫したが、その後は1984年2月26日に行われたアヤックスとの再戦で4-1と勝利するなどチーム状態は回復。カップ戦決勝でフォルトゥナ・シッタートを下すと、リーグ戦でもPSVアイントホーフェンやアヤックスとの優勝争いを制すると5月6日に行われたヴィレムII戦で5-0と勝利し、1973-74シーズン以来となる10シーズンぶりの優勝を決めた。クライフにとって国内での優勝はリーグ戦が9回目、カップ戦が6回目となり、二冠獲得は2シーズン連続となった。既に引退の意思を表明していたクライフは5月13日に行われたPECズヴォレ戦が最後の公式戦出場となり、この試合の79分にマリオ・ベーンとの交代でピッチを退いた。
クライフの現役選手として最後の試合はサウジアラビアで行われた。この試合は同国でプレーする2名の選手の引退試合にクライフの参加を条件にフェイエノールトが招待されたものだった。クライフは前半をサウジアラビア代表の選手として、後半はフェイエノールトの選手としてプレーし、試合後にはファイサル・ビン＝ファハド王子から記念品として24金製の食器が贈呈された。サウジアラビアへの遠征後、クライフはクラブの会長から選手としての残留または選手兼任監督としてのオファーを受けたが、精神的にも肉体的にも消耗し切っていることを理由に固辞した。

## 代表経歴

### 初期の経歴

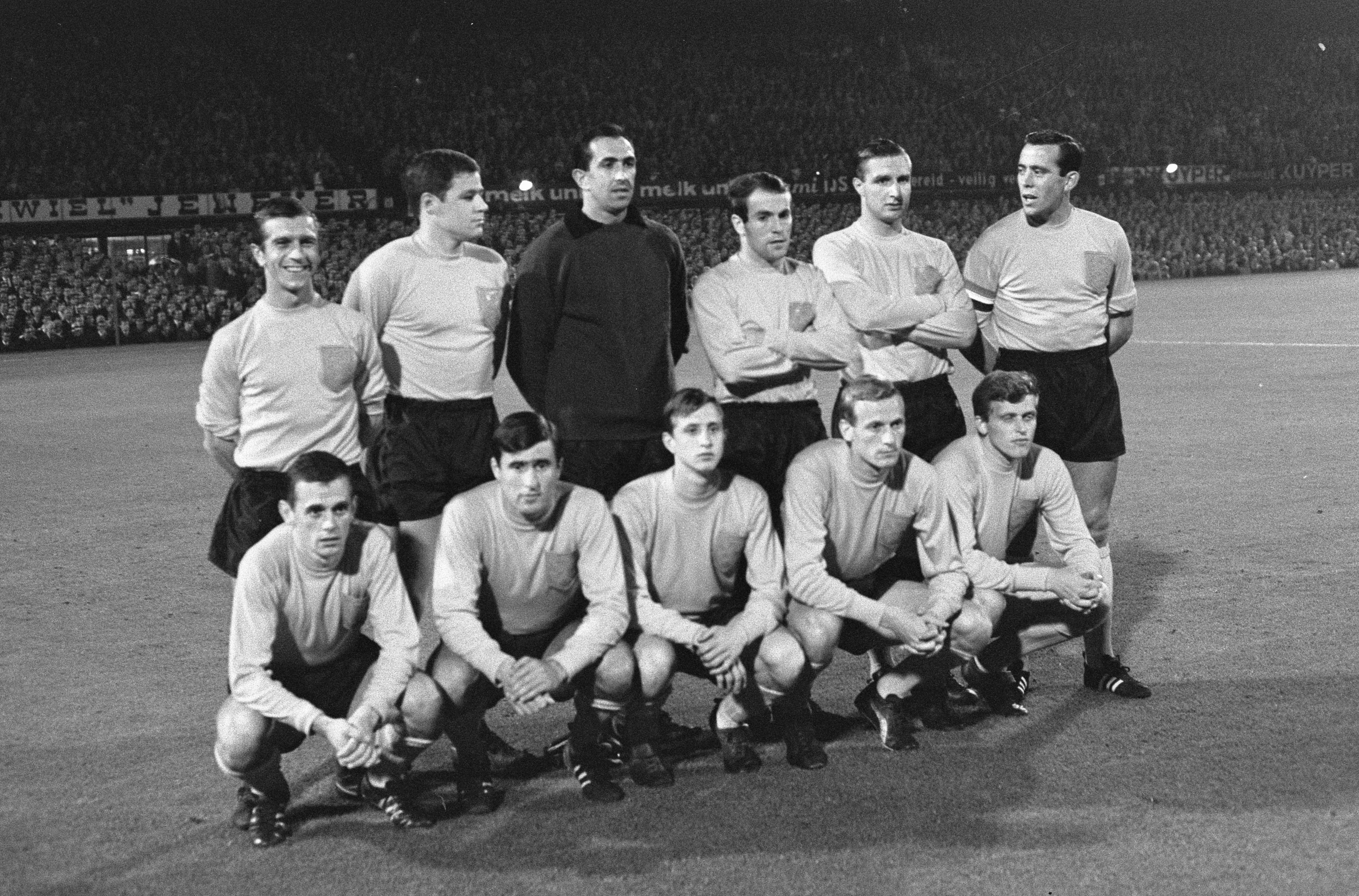
オランダ代表として初出場を果たしたハンガリー戦でのクライフ（前列中央）

オランダ代表としては1966年9月7日に行われたUEFA欧州選手権1968予選のハンガリー戦で代表デビューを飾った。同年7月に行われた1966 FIFAワールドカップでブラジルを下し準々決勝に進出した強豪チームを相手に、代表初得点を決めた。しかし同年11月6日に行われたチェコスロバキアとの親善試合において、クライフはチェコの選手に絶えずに蹴られていたが、主審を務めたルーディー・グロックナーはこの状態を放置し続け、クライフは一時間以上も経った後で彼に抗議を行ったがグロックナーは取り合わず、さらに抗議をした直後にクライフはグロックナーが見ている前で再びチェコの選手に蹴られたたもののファールすら取られず、再び抗議を行ったがここで退場処分を受けた。グロックナーはクライフを退場させた理由について、「生意気なクライフにお灸をすえるためだった」と説明しており、「クライフが私に暴行を加えようとした」との主張は映像記録により退けられたが、オランダサッカー協会 (KNVB) はクライフに対し1年間招集を見送る処分を下し、クライフは公式の国際試合出場停止の処分を受けた最初のオランダ人選手となった。
1970 FIFAワールドカップ予選ではブルガリアやポーランドに敗れ、UEFA欧州選手権1972予選ではユーゴスラビアに敗れ予選で敗退するなど、1960年代後半以降のアヤックスやフェイエノールトといったクラブが国際大会で結果を残していたのに対し、代表チームは予選敗退が続いていた。
1974 FIFAワールドカップ・予選では隣国のベルギーと同じグループとなったが、報酬面での問題からチーム全体にまとまりを欠いていた。1973年11月18日にホームで行われた最終戦での両者の直接対決（0-0の引分け）の結果により、1938年大会以来となるワールドカップ出場が決まったが、この試合の終了間際に決まったかに思われたベルギーの得点がオフサイドと判定され無効にされる場面もあった。

### 1974 FIFAワールドカップ

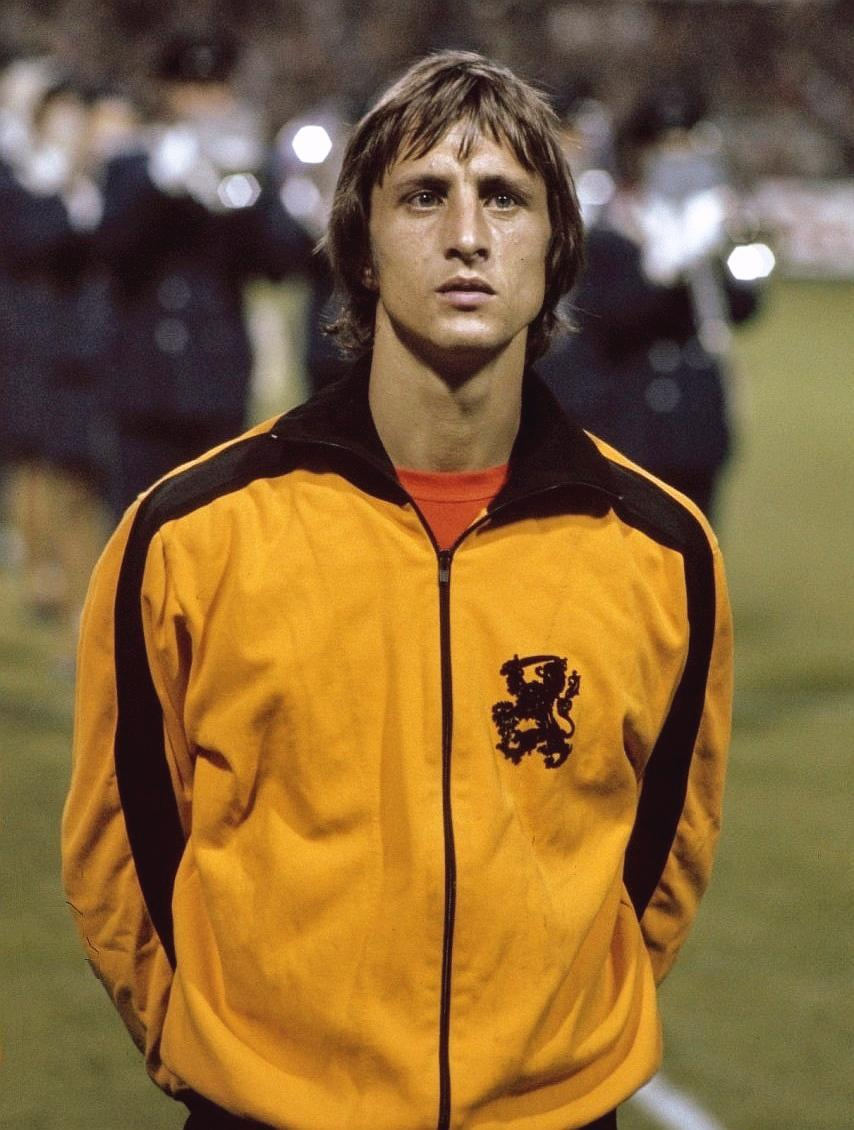
オランダ代表でのクライフ（1973年）

翌1974年に西ドイツで開催される本大会に向けチームの立て直しが求められると、KNVBはチェコスロバキア出身のフランティシェク・ファドルホンツを監督からコーチに降格させ、当時FCバルセロナを指揮していたリヌス・ミケルスを監督に迎えた。ミケルスは代表チームに新たなサッカースタイルを導入するには時間的な猶予が少ないことから、かつて自身が率いていたアヤックスのメンバーを中心にし、「トータルフットボールでワールドカップに挑む」ことを前提に代表メンバーを選出した。また、この組織戦術をピッチ上で体現するリーダーとしてクライフを指名し、選手達に戦術理解と90分間戦い抜く体力を求めた。クライフは前線から最後尾まで自由に動き回り攻守に絡むと共に、ミケルスの理論を体現するピッチ上の監督として味方に細かなポジショニングの指示を与えた。
1次リーグ初戦のウルグアイ戦を2-0で勝利を収め、第2戦のスウェーデン戦を0-0で引き分けたが、第3戦のブルガリア戦を4-1で勝利し首位で2次リーグへ進出を果たし、オランダの展開する全員攻撃・全員守備のサッカーが注目を集めた。
2次リーグにおいてもアルゼンチンを4-0、東ドイツを2-0で下し、第3戦を迎えた。試合相手は前回大会の優勝国であるブラジルだったが、50分にニースケンスの得点をアシスト、70分には左サイドを突破したルート・クロルのクロスをジャンピングボレーシュートによるゴールを決めて1得点1アシストの活躍で勝利し、初の決勝戦進出を果たした。このゴールが「空飛ぶオランダ人（フライング・ダッチマン）」という異名で呼ばれるきっかけとなった。
決勝の相手は開催国であり、同世代のライバルであるフランツ・ベッケンバウアーらを擁する西ドイツとなった。西ドイツは開幕前にイギリスのブックメーカーが発表した優勝予想では1位（オッズは3-1）と高評価を受けていたが、オランダとは対照的に苦戦が続けながらの決勝進出だった。戦前の予想ではオランダ有利との意見も見られ、オランダの中心選手であるクライフを西ドイツがいかに抑えるのか、どの選手がマークするのかが焦点となった。

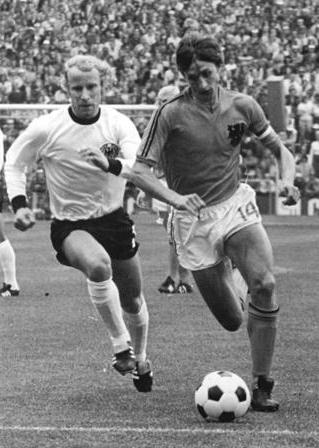
1974 FIFAワールドカップ決勝の西ドイツ戦でドリブルを仕掛けるクライフ（中央の人物）。後方はベルティ・フォクツ。

試合は開始早々にクライフがドリブルで相手エリアに踏み込んだところ、ウリ・ヘーネスの足が絡んでクライフが倒され、開始から1分も経たないうちにオランダがPKを獲得。これをニースケンスが決めて先制した。しかし早い時間帯に先制したことで攻勢を緩めたオランダに対し西ドイツが試合の流れを掴み、前半までにパウル・ブライトナーとゲルト・ミュラーの得点により2-1と逆転した。後半に入りオランダは反撃に転じたが、クライフが西ドイツのベルティ・フォクツの徹底したマークを受けて動きを封じられたこともあり得点はならず、1-2で敗れ準優勝に終わった。
この試合の敗因については「早い時間帯に先制点を決めたことで気持ちが緩み、西ドイツの反撃を許した」ことが挙げられるが、クライフは「決勝戦に進出したことに多くの選手が満足してしまった。オランダ人に（ドイツ人のような）勝者のメンタリティが欠けていた」ことを挙げた。選手達がオランダへ帰国すると準優勝という結果に国民を挙げて歓迎を受け、国王への謁見を許されたが、クライフ自身は「もう一歩の所で世界タイトルを逃した」事実を拭い去ることはできなかったという。
その一方でクライフを中心としたこの時の代表チームはスタンリー・キューブリックにより映画化された同名小説に準え「時計じかけのオレンジ」と呼ばれ、決勝戦で敗れたものの「大会を通じて最も優秀なチーム」「我々に未来のサッカーを啓示した」「オランダには11人のディフェンダーと10人のフォワードが存在する」と評価された。クライフ自身は後にこの大会について次のように振り返っている。

### UEFA欧州選手権1976
1974年のワールドカップ後にミケルスが監督を退きジョージ・クノベルが就任したものの、クライフをはじめこの大会を経験した主力選手の多くがチームに残り同年9月から始まったUEFA欧州選手権1976予選に参加。予選1次グループではポーランドやイタリアを退け、準々決勝ラウンドでもベルギーにホームで5-0と大勝するなど2連勝で本大会出場を果たした。
1976年にユーゴスラビア連邦で行われた本大会では、準決勝でチェコスロバキアと対戦することになったが、地元のユーゴスラビアやワールドカップ優勝国の西ドイツ、同準優勝のオランダと比べ1ランク劣るチームと見做されていた。一方、オランダは優勝候補の筆頭と目されていたが、開幕前にクノベルが監督を辞任する意向を示すなどオランダ協会内で内紛が発生し、クライフが一時「クノベルが辞めるなら大会に出場しない」と宣言する事態に発展した。
チェコスロバキア戦は互いに退場者を出し、クライフ自身も主審のクライヴ・トーマスに抗議した際に警告を受けるなど荒れた展開となったが、延長後半にチェコスロバキアに2得点を許し1-3で敗れた。なおクライフは予選から通算2枚目の警告を受けたことで次の3位決定戦は出場停止となったため、チームには帯同せず帰国した。3位決定戦は若手メンバー中心で挑むことになり、地元のユーゴスラビアを3-2で下して3位となった。

### 代表からの引退

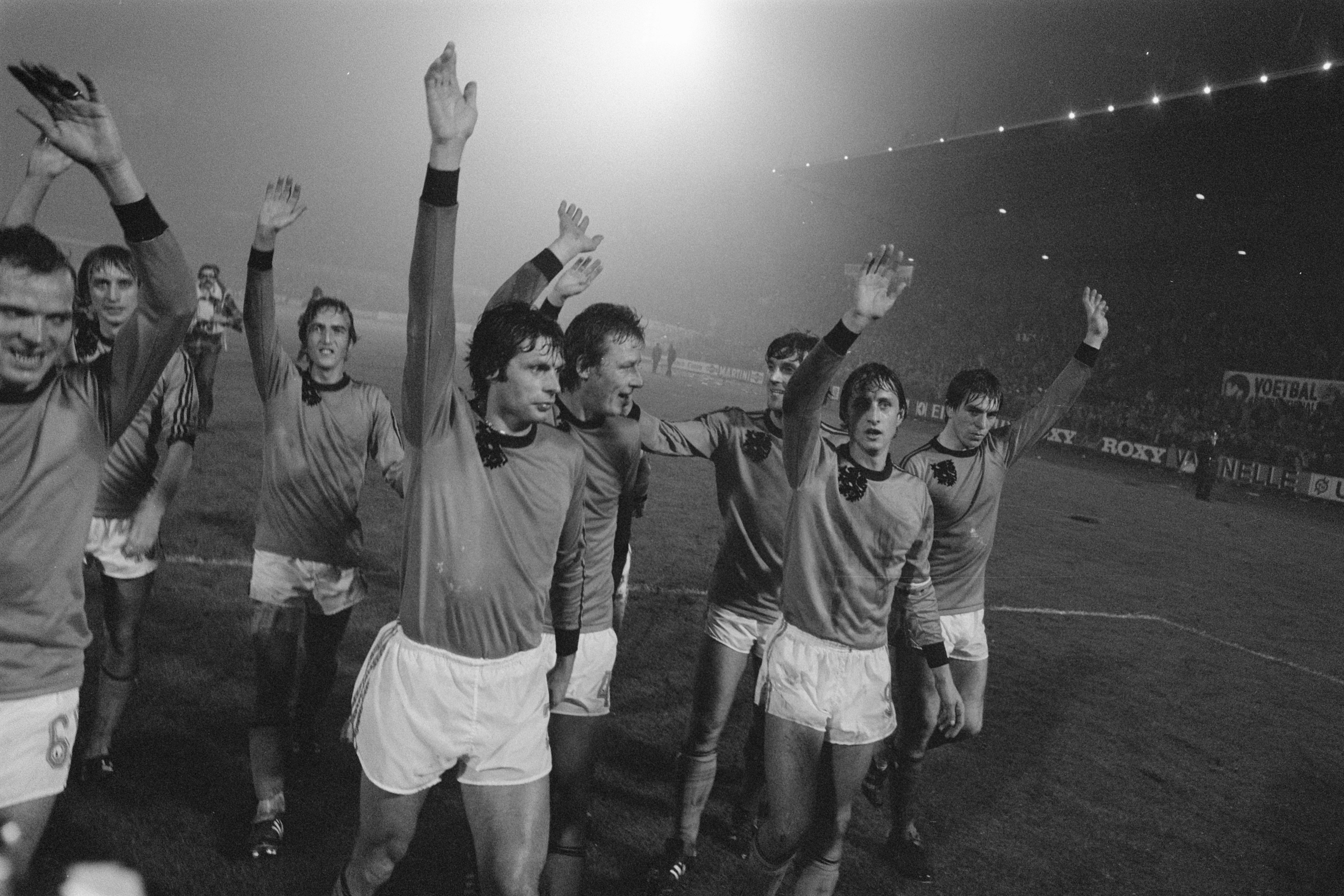
1977年10月26日に行われたベルギー戦でのクライフ（右から2人目）。この試合が最後の代表出場となった。

同年9月から始まった1978 FIFAワールドカップ・予選にも引き続き参加し、隣国のベルギーや北アイルランドを退けて2大会連続で本大会出場を果たした。しかし1977年10月26日に行われた同予選のベルギー戦を最後に代表から引退することになり、翌1978年にアルゼンチンで開催される本大会への出場は辞退することになった。クライフに続いてストライカーのルート・ヘールスやキーパーのヤン・ファン・ベフェレン、前回準優勝メンバーのヴィレム・ファン・ハネヘムらも大会への参加を辞退することになった。
ワールドカップを目前にした代表からの引退については「開催国のアルゼンチンはホルヘ・ラファエル・ビデラ大統領の軍事政権による統治下にあったが、国内情勢が不安定だったことや弾圧に抗議するため」、「所属クラブであるFCバルセロナとの間で金銭トラブルが派生しており、大会出場の見返りとして多額の報奨金を要求したため」、「事前合宿を含め2か月近く家族と離れて過ごさなければならなくことを妻が許さなかったため」など様々な憶測が囁かれた。
クライフはこれまで
と発言するなど「完全なコンディショニングで大会に挑める状況にはなかった」ことを理由として挙げていた が、2008年4月にスペインのラジオ番組に出演した際に、1977年に発生した息子の誘拐未遂事件が大会辞退の真の理由だったことを明らかにした。
オランダ代表としての通算成績は国際Aマッチ48試合出場33得点。

## 指導者経歴

### アヤックス

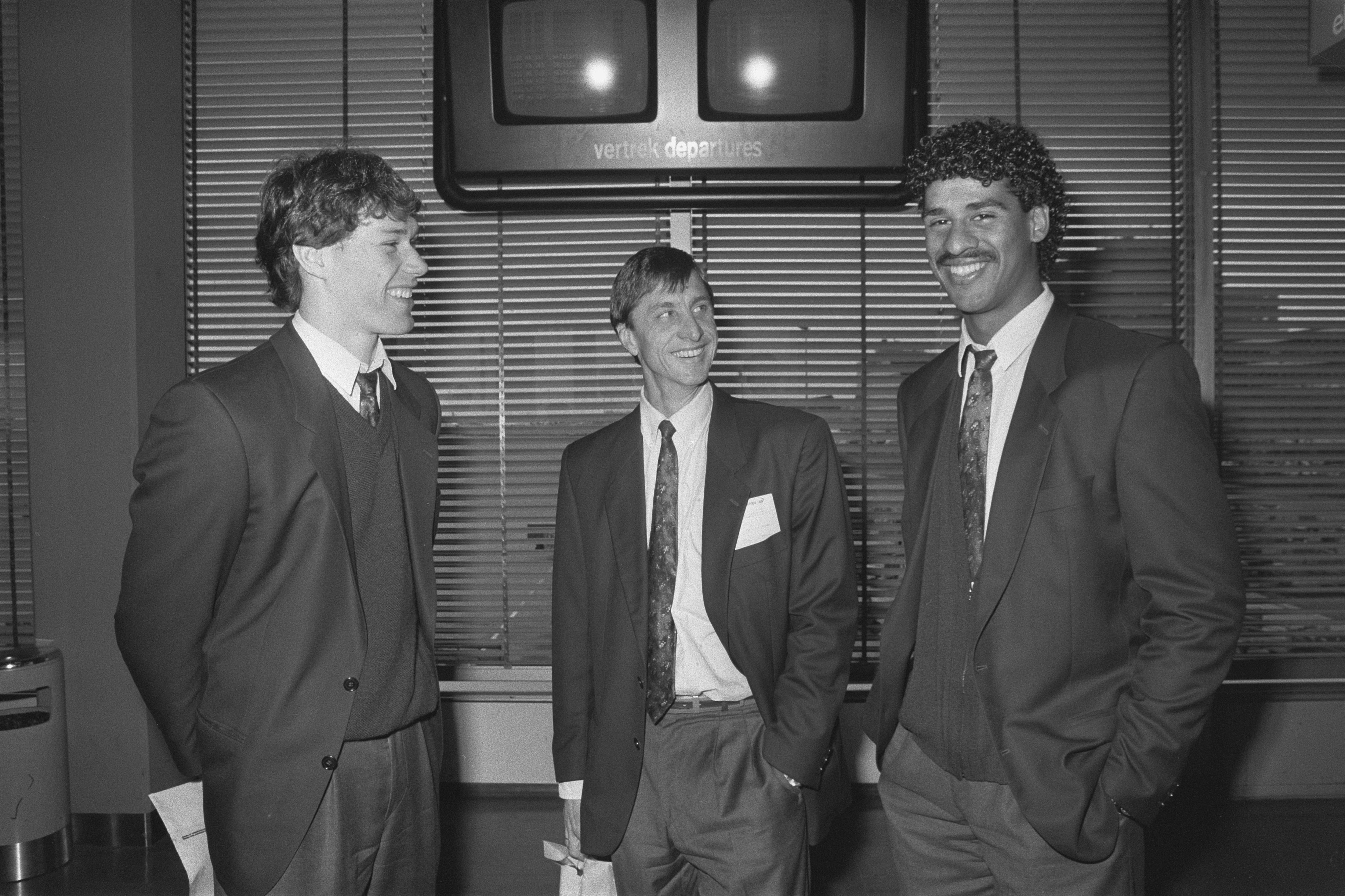
アヤックスの監督時代のクライフ（中央の人物）。右隣はフランク・ライカールト、左隣はマルコ・ファン・バステン。

引退から1年後の1985年にアヤックスの監督に就任した。就任時は公式な指導者ライセンスを取得しておらず、ライセンスを取得するための講習を受講した経験がなかったため、「テクニカルディレクター」という肩書きでの就任だった。監督の上位に位置づけられる「テクニカルディレクター」として、クラブのトップチームから下部組織まで統括して戦術やシステムなどの志向するサッカーを立案し管理する役職だが、これはクライフが前述の北米リーグ時代にワシントン大学で学んだ、スポーツマネジメントに基づいた考えであり、アメリカから帰国したクライフがヨーロッパで自らが広めたものなのだという。
クライフは1970年代に展開した攻撃的スタイルの復活を掲げ、ベテランのアーノルド・ミューレン、中堅のマルコ・ファン・バステンやフランク・ライカールトらを軸に、デニス・ベルカンプやアーロン・ヴィンターといった10代の選手を積極的に起用。アヤックスではリーグ優勝はならなかったが、KNVBカップを制してUEFAカップウィナーズカップ 1986-87への出場権を獲得。この大会で決勝進出を果たすと、1987年5月13日に行われた決勝戦では東ドイツの1.FCロコモティヴ・ライプツィヒをファンバステンの得点で下し、選手時代にチャンピオンズカップ3連覇を果たした1973-74シーズン以来となる14シーズンぶりの国際タイトルを獲得した。
1988年4月、選手の移籍問題に関する見解の相違などの、トン・ハルムセン会長との確執もありクラブを退団した。

### バルセロナ

#### 監督就任の経緯
1988年5月4日、FCバルセロナの監督に就任することになったが、監督就任の背景には同クラブ会長のホセ・ルイス・ヌニェスの存在があった。ヌニェスは同年にクラブの会長選挙を控えていたが、チーム自体はルイス・アラゴネス監督の下で1987-88シーズンを戦い、カップ戦では優勝を成し遂げたものの、リーグ戦では成績が低迷し、選手達が同年4月28日に会長とクラブ役員の辞任を求め「エスペリアの反乱」と呼ばれる記者会見を開くなど内紛が続いていた。ヌニェスには、自らの政権維持のためにソシオと呼ばれるクラブの会員達の間で依然として人気の高いクライフの招聘を公約として掲げ、この局面を乗り切ろうとの思惑があった。
クライフはバルセロナに着いて間もない時に「私は意欲のあるチャンピオン精神を備えた素晴らしいチームを作ります。そして、ここ数年落ち込んでいるクラブを再起させるのです」と目標を掲げた。しかし、前述の「エスペリアの反乱」に加わった多くの選手達が他クラブへ放出されたため、残留した選手と新たに補強した選手で1からチーム作りに取り掛かることになり、自らの経験に基づいたサッカー哲学とアヤックスで採用されている攻撃的サッカーをクラブに浸透させるためクラブの改革に着手していった。監督としての実績がアヤックスでの数シーズンのみと乏しかったことによる懸念や、結果を残すまでに時間が掛かったことで批判を受けることもあったが、自らのスタイルを押し通すとUEFAカップウィナーズカップ 1988-89でイタリアのUCサンプドリアを下し国際タイトルを獲得したことで批判を退けた。

#### ドリーム・チームの完成
1989-90シーズン、デンマークのミカエル・ラウドルップ、オランダのロナルド・クーマンといったスペイン国外のスター選手を獲得してチーム強化に努めたが、リーグ戦ではウーゴ・サンチェスやエミリオ・ブトラゲーニョを擁するレアル・マドリードが5連覇を達成したため優勝を逃した。そのため再びソシオの間で批判を受けることになりクライフ流の戦術ではなく、守備的な戦術を志向する監督を望む意見が持ち上がったが、ヌニェス会長がクライフを擁護する立場を採ったため残留が決定した。
1990-91シーズン、過去2シーズンの反省から守備的なポジションのフェレール、ユーティリティープレイヤーのゴイコエチェア、ブルガリア出身のフリスト・ストイチコフらを獲得する一方で下部組織からジョゼップ・グアルディオラを昇格させるなど、それまで良いプレーを続けながら勝ちきることの出来なかったチームに変化を与えることが出来る選手達と契約を結んだ。シーズン最中の1991年2月26日に心筋梗塞により倒れバイパス手術を受けたため、復帰するまでの間は代理としてカルロス・レシャックが指揮を執ったが、2節で首位に立つと、そのまま他チームを引き離しリーグ優勝を果たした。
1991-92シーズン、リーグ戦ではレアル・マドリードとの優勝争いに競り勝ち2連覇を果たすと、UEFAチャンピオンズカップ 1991-92では決勝戦に進出しイタリアのサンプドリアと対戦した。ウェンブリー・スタジアムで行われた試合は両者無得点のまま延長戦に入ったが、111分にクーマンのフリーキックが決まってバルセロナが1-0で勝利し、クラブに初のチャンピオンズカップをもたらした。
クライフはボールポゼッション、シュートパス、サイド攻撃を柱とした攻撃的なサッカーを志向し、結果を残すまで時間がかかり批判を受けることもあったが、クライフの思想は徐々に選手だけでなく、クラブの首脳陣、ソシオに浸透し、クラブ全体に欠けていた勝者のメンタリティを植え付けた。在任した8シーズンの間に国内ではリーガ・エスパニョーラ4連覇（1990-91、1991-92、1992-93、1993-94）、コパ・デル・レイ優勝1回（1989-90）、スーペルコパ優勝3回（1991、1992、1994）、国際大会ではUEFAチャンピオンズカップ優勝1回（1991-92）、UEFAカップウィナーズカップ優勝1回（1988-89）、UEFAスーパーカップ優勝1回（1992）を成し遂げた。
1980年代後半から1990年代中盤にかけてクライフの作り上げたチームは、1992年バルセロナオリンピックのバスケットボール競技において、マイケル・ジョーダンらを擁して金メダルを獲得したアメリカ合衆国代表の通称であるドリームチームになぞらえて「エル・ドリーム・チーム」と称された。また、クライフを招聘したヌニェス会長は、この時期に多くのサポーターを獲得し、クラブの世界的ブランドとしての価値を高めることに寄与した。

#### ドリーム・チームの終焉
1993-94シーズンに新たにブラジルのロマーリオが入団。ロマーリオは1994年1月8日に行われたレアル・マドリードとのエル・クラシコにおいて2得点を挙げる活躍を見せるなどシーズン通算30得点を挙げ得点王を獲得した。リーグ戦の優勝争いは首位に立つデポルティーボ・ラ・コルーニャをバルセロナが追い上げる展開だったが、1994年5月14日に行われた最終節の結果、両者が勝ち点で並んだものの得失点差によりバルセロナが上回り4連覇を達成した。
一方、国内リーグでの優勝から4日後にギリシャのアテネでUEFAチャンピオンズリーグ 1993-94決勝が行われ、ファビオ・カペッロの率いるイタリアのACミランと対戦し0-4で大敗を喫した。この敗戦により、これまで築きあげた「ドリームチーム」の崩壊が始まったと評されている。
1993-94シーズンに外国人選手の出場枠の問題により出場機会を失うことの多かったラウドルップ、GKのアンドニ・スビサレッタがクライフから戦力外と見做され退団。1994-95シーズンが開幕するとロマーリオがホームシックにかかりシーズン途中に退団し、故国のCRフラメンゴに移籍した。この一連の問題が発端となり、人気選手であり問題児として知られるストイチコフがクライフ体制やチームメイトを批判する事態となり、シーズン終了後にはストイチコフと守備の要だったクーマンも退団した。
1995-96シーズン、「ドリームチーム」と呼ばれた当時の選手達の多くは既に退団しホセ・マリア・バケーロとグアルディオラ、フェレールの3人のみとなったことで、クライフは「新たなドリーム・チーム」の構築を目指して下部組織で育成された選手達を積極的に登用するなどチーム改革を行った。しかしリーグ戦でアトレティコ・マドリードに競り負け2シーズン続けてタイトルを逃すと、1996年5月18日にヌニェス会長は「クライフは間違った決断を下した」と告発し、監督解任を発表した。

### オランダ代表監督問題
FCバルセロナの監督を務めていた1990年代当時、オランダ代表監督への就任が取り沙汰された。1990年にイタリアで開催された1990 FIFAワールドカップの大会直前に主力選手の間でクライフの監督就任を望む気運が高まったが、代表監督の任命権を持つミケルスがレオ・ベーンハッカーを指名し自らアドバイザーに就任したために実現には至らなかった。また、1994年の1994 FIFAワールドカップの大会直前には監督のディック・アドフォカートと選手間の確執が続いたことから、再びクライフの監督就任を望む気運が高まったが、クライフとオランダサッカー協会 (KNVB) との間で合意に達することはなかった。1994年大会の際には1990年大会に比しても就任の可能性が高かったが、負傷中のファン・バステンの復帰の見通しが立たなかったことや、KNVBがクライフに対してコーチングスタッフの人選に関する権限を認めなかったことが就任に至らなかった原因とされている。

## その後の経歴

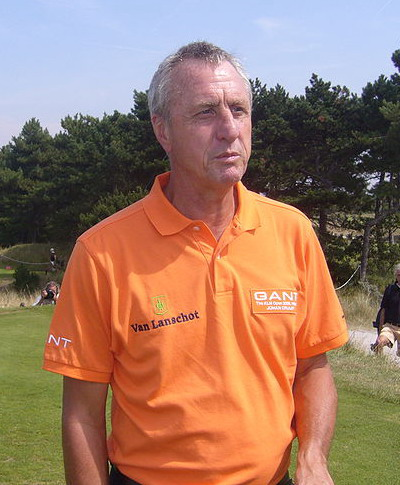
2009年のクライフ

バルセロナでのキャリアを最後に指導者としての第一線から退き、自身の名を冠した子供のスポーツ活動を支援するヨハン・クライフ財団や、スポーツマネジメントに関する人材育成を目的としたヨハン・クライフ大学を設立し社会貢献に努めた。
各クラブやサッカー協会の会長職などの要職を務めた経験はないが、友人でもあるジョアン・ラポルタが2003年にバルセロナの会長に就任した際には、教え子であるフランク・ライカールトを監督に推薦。オランダサッカー協会に対しても、それまでアヤックスの下部組織を率いた経験があるのみで指導者としての実績が十分ではなかったマルコ・ファン・バステンをオランダ代表監督に推薦するなど影響力を行使し続けていた。

### バルセロナを巡る論争
1996年5月18日、クライフはホセ・ルイス・ヌニェス会長との確執が原因となり、バルセロナの監督を解任された。解任後、ヌニェス会長とクライフの対立や舌戦はエスカレートし、互いに名誉毀損訴訟を起こす事態に発展しただけでなく、マスコミやファンを巻き込んでいった。ヌニェスが解任に際して「クライフの収賄疑惑」を暴露したこともあり、クラブのソシオ達はクライフ派とヌニェス派の二派に分裂し、クラブの会長選挙の際に両派は互いに候補者を擁立するなど対立を繰り返した。
1997年の会長選挙でヌニェスは再戦を果たすが、この直後にクライフ派のジョアン・ラポルタらのグループがヌニェスの不信任動議に乗り出した。1998年3月7日にクラブ史上初の不信任投票が行われた結果、30%の賛同を得るに留まりヌニェスの不信任案は否決された。クライフ派はドリームチーム時代のスタイルを崇拝しヌニェスが招聘したルイ・ファン・ハールのスタイルを「退屈」として批判、スタジアムでは抗議を意味する白いハンカチが振られた。また、1999年に行われたドリームチームを記念する行事と前後して、クライフが先頭に立ちメディアを通じてヌニェス会長への批判を展開した。
2000年の会長選挙ではヌニェス派は副会長のジョアン・ガスパールを擁立し、クライフ派は企業家のルイス・バサットを擁立。バサットは「クライフを顧問としてクラブに復帰させる」という公約を掲げるも、僅差でガスパールが当選した。クライフはガスパールの就任当初は静観の構えを見せていたが、彼が招聘したセラ・フェレール監督がリーグ戦で4位に終わると、一転してガスパールを擁立したヌニェス派を糾弾し、かつての僚友だったレシャックが後任監督として就任すると彼にもその矛先が向けられ「裏切り者」と批判した。こうしたクライフの姿勢にソシオ内でも、その影響力を懸念する声も現れ始めた。
2003年の会長選挙ではバサットとラポルタのクライフ派同士の争いとなった。バサットは対立を続けていた「両派の融和」を掲げたが、「ドリームチームの再現」を目指すラポルタが約9万4000人のクラブ会員の約53%の支持を集めて会長に就任した。
2010年4月にバルセロナの名誉会長に就任したが、同年7月に会長となったサンドロ・ロセイがクラブの規定に名誉会長職はないとしたため、名誉会長職を返上した。

### アヤックスを巡る論争
2008年2月19日、アヤックスは新たにテクニカル部門を創設し、クライフを責任者として迎えることを発表した。この背景にはアヤックスのトップチームの成績不振や、かつて多くの有望な若手選手を輩出し「世界有数の育成組織」と評されたユース部門からの人材供給が減少するなどの問題が存在した。改革の旗手としてクライフを迎えようとの声を反映したもので、3日後の2月22日には2008-09シーズンからの新監督としてマルコ・ファン・バステンを迎えることを発表した。この時点でクライフの復帰は正式決定には至っておらず、2週間後にクライフとファン・バステンの間で意思疎通を目的とした電話会談が行われたが、その際に両者の意見が対立。クライフは「育成方針に関するビジョンの共有が出来なかった」としてテクニカル部門の就任要請を辞退した。
2011年2月、アヤックスのテクニカルアドバイザーに就任した。
アヤックスの育成部門はこれまで数多くの人材を輩出し、2010年に南アフリカ共和国で開催されたFIFAワールドカップの舞台にヴェスレイ・スナイデルをはじめ6人の育成部門出身の選手達をオランダ代表へ送り出した。スカウト網や育成プログラムが成果を残していると評価を受けていたが、一方でクライフは「育成部門はその価値を失い平凡な組織へ成り下がった。ユースの選手には大胆さや冒険心やテクニックを教え込み、世界中が驚く人材を再び供給しなければならない」と異議を唱え、育成部門の再建は急務であると主張した。
同年3月にクラブ運営に関するアドバイスを目的とした「テクニカル・プラット・フォーム」部門の責任者に就任すると、フランク・デ・ブール監督の下でアシスタントコーチを務めていたダニー・ブリントをはじめコーチ陣を解雇し、デニス・ベルカンプやヴィム・ヨンクらを新たに育成部門の責任者に抜擢するなどの組織改革に取り組んだ。こうした動きに対してクラブの幹部の間で物議を醸し、ウリ・コロネル会長をはじめ理事会メンバーが総辞職する事態となった。
同年11月16日、エドガー・ダーヴィッツを含むアヤックスの理事4人が2012年7月からルイ・ファン・ハールをゼネラル・ディレクター (GD) として迎えることを発表した。これに対しクライフは「私の不在時に決定された」と主張しベルカンプをはじめ育成部門の10人の指導者と共に裁判所に提訴した。12月の一審、2012年2月の二審で共にクライフ側の訴えが認められファン・ハールのGD就任の差し止めが申し渡された。

### カタルーニャ選抜

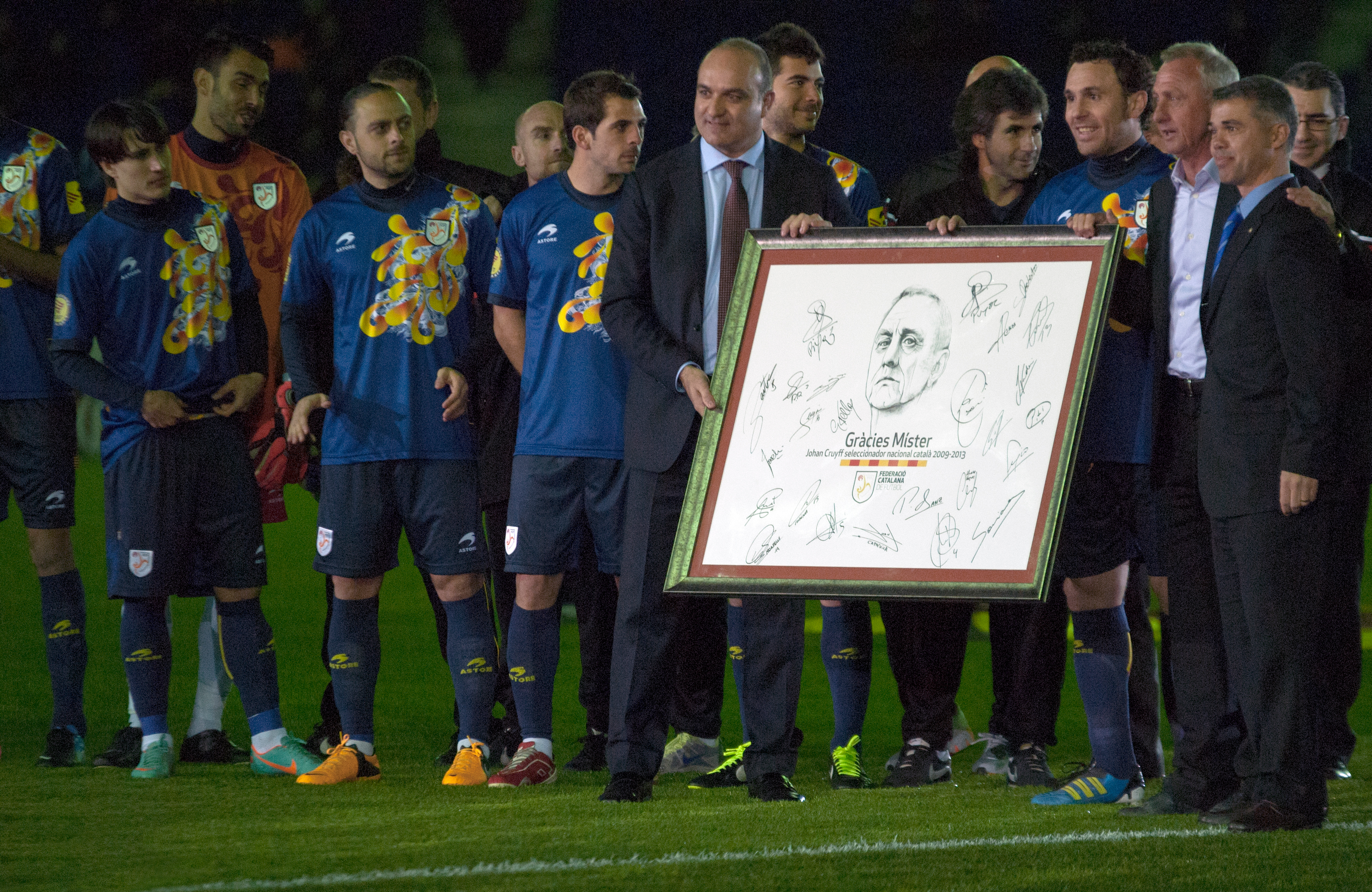
最後の采配となったナイジェリア戦で表彰を受けるクライフ。

2009年11月9日、カタルーニャ選抜の監督に就任した。なおカタルーニャ選抜は国際サッカー連盟 (FIFA) や欧州サッカー連盟 (UEFA) に加盟しておらず国際大会の公式戦への出場資格を有していないため親善試合のみ行なっている代表チームである。同年12月22日に行なわれた初采配のアルゼンチンとの親善試合に4-2で勝利、2010年12月28日にはホンジュラスと対戦し4-0で勝利、2011年12月30日にはチュニジアと対戦し0-0で引き分けた。
2012年11月11日、「カタルーニャ選抜の監督を務めたことは誇りに思うが一つのサイクルの終わりの時が来た」として監督辞任の意向を示し、2013年1月2日にナイジェリアとの親善試合が最後の采配となった。試合は1-1の引き分けに終わったがクライフの指揮の下でカタルーニャ選抜は2勝2引き分けと無敗の成績を残した。

### CDグアダラハラ
2012年2月25日、メキシコのCDグアダラハラのアドバイザーに就任したことが発表された。契約期間は3年 で、オーナーであり実業家のホルヘ・ベルガラは「クライフに300万から500万ドルの給与を支払いクラブの再建のために全権を与えた」と語った。アドバイザー就任に際してクライフはクラブ側に忍耐を求めたが、9か月後の2012年12月に契約解除が発表された。

## 晩年と死

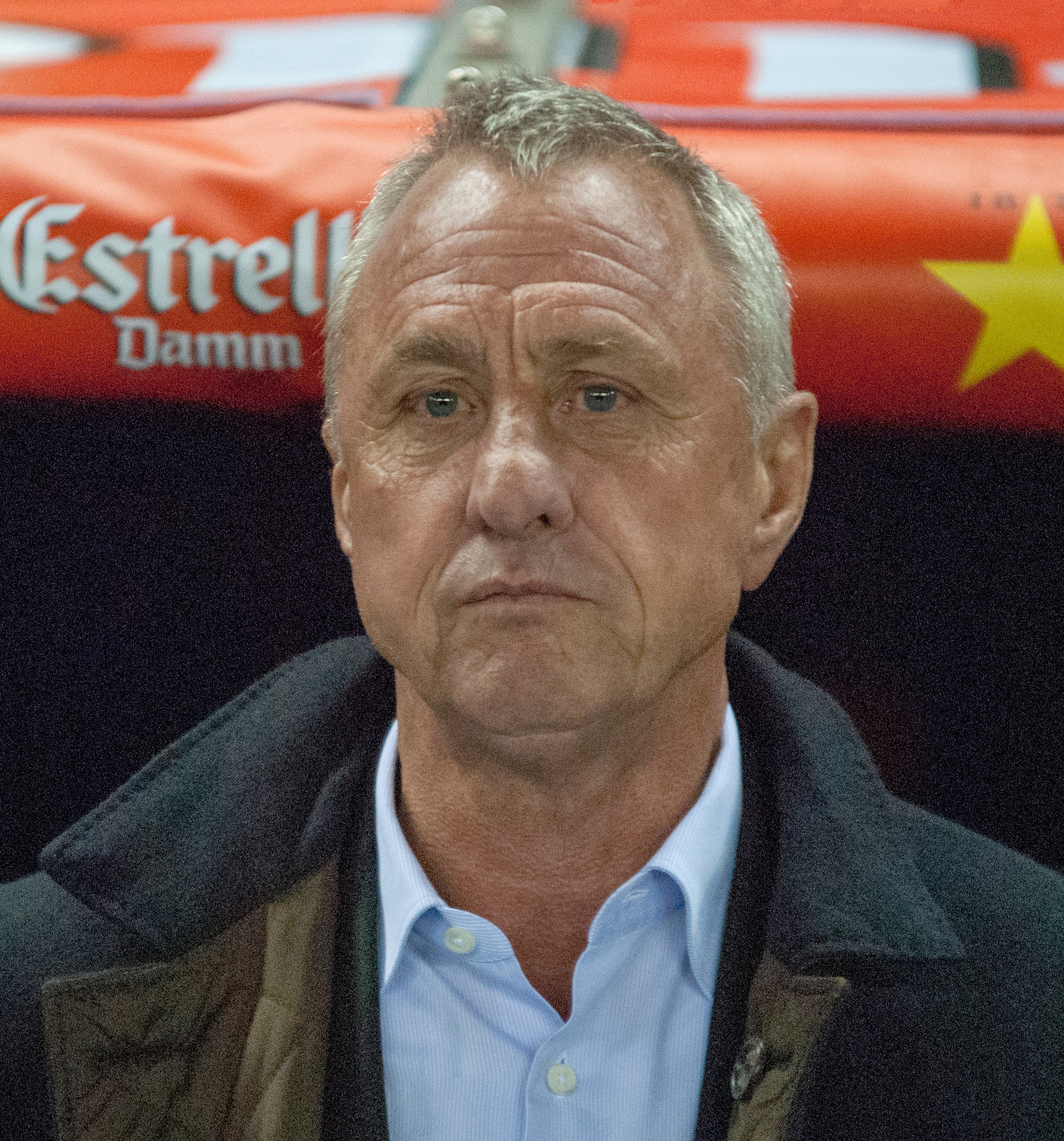
晩年期 (2013年)

2014年、FCバルセロナではサンドロ・ロセイの後任として副会長のジョゼップ・マリア・バルトメウが会長に就任。任期を1年残して2015年7月18日に行われた会長選挙においてバルトメウは54.63%の支持率を得てクライフ派のジョアン・ラポルタを退け勝利した。また、テクニカルアドバイザーを務めるアヤックスでは国内リーグ4連覇を成し遂げる一方で、「国際舞台で再び結果を残せるクラブとなる」という目標を果たせずにいた。そのため、両クラブに対する影響力の低下や、アヤックスについてはクライフの主導の下で行われてきたユース選手育成を柱としたクラブ再建計画に対する問題点が指摘された。
2015年10月22日、スペイン・バルセロナの病院で検査を受けた際に肺がんが発見されたことを発表した。クライフの公式ウェブサイトは「ヨハンと彼の家族のプライバシーおよび検査結果が確定していない点を尊重するため、現時点において詳細を発表することはできない」としていた。この発表を受けて、10月25日に行われたバルセロナ対SDエイバル戦や、10月23日から10月25日にかけて行われたエールディヴィジの全試合において、クライフの現役時代の背番号にちなみ前半14分に合わせ、観客によるスタンディングオベーションが行われた。
同年11月16日、クライフの示す展望がクラブ側に受け入れられていないことを理由にアヤックスのテクニカルアドバイザーを退任した。翌2016年2月13日に公式ウェブサイト上において診断結果は極めて良好であることを公表し、「現時点では前半を2-0でリードしているといった感じだ。試合はまだ終わっていないがね。だが、私は勝利を確信している」と病状をサッカーに例えた。
その後、同年3月中旬まで『デ・テレフラーフ』紙上の週刊コラムの連載を続けていたが、闘病生活の末に3月24日にバルセロナで死去した。68歳没。翌3月25日、遺体はバルセロナ市内で近親者によって火葬された。彼の死に際してオランダ国王のウィレム＝アレクサンダー、現役時代にライバル関係にあったフランツ・ベッケンバウアー、教え子のジョゼップ・グアルディオラをはじめ各方面から哀悼の意を示すコメントが寄せられた。
同年3月25日、アムステルダム・アレナで開催された国際親善試合のオランダ代表対フランス代表戦では、両国の選手が喪章を着用し、試合前にクライフを悼んで黙祷が捧げられた。また、試合の前半14分でプレーを中断すると観客が一斉に立ち上がって拍手を送り、スタンドには選手時代の姿をかたどった横断幕が掲げられた。終了間際の86分にはオランダ代表のイブラヒム・アフェレイが得点を決めると背番号14を指で示すゴールパフォーマンスを見せ、クライフの生前の功績を称えた。同年3月30日、ウェンブリー・スタジアムで開催された国際親善試合のイングランド代表戦では、オランダ代表の選手が胸に14の数字が入ったユニホームを着用したが、フランス戦と同様に前半14分に合わせて観客から拍手が送られた。
長年にわたって関わりのあったFCバルセロナの本拠地・カンプ・ノウには追悼スペースが設けられ、3月末の時点で約6万人のファンが追悼に訪れた。また、4月2日にホームで行われたレアル・マドリード戦ではスタンドに「GRÀCIES JOHAN（ありがとう、ヨハン）」のメッセージや背番号14のユニフォームをかたどった人文字が掲げられ、1分間の黙祷が捧げられた。クライフが選手として最初に所属したアヤックスでは4月2日にアムステルダム市内で約3,000人のファンによる行進が行われ、4月3日に開催されたPECズヴォレ戦では試合前に背番号14のユニフォームをかたどった横断幕がピッチやスタンドに掲げられ、試合の前半14分でプレーを中断すると観客から拍手が送られた。
死後、クライフの功績を讃える目的でアムステルダム・アレナをヨハン・クライフ・アレナへ改名を検討していることが2017年8月9日に発表され、2018年4月5日には名称変更が正式決定したとアヤックスは公式HPで発表した。

## 人物

### プレースタイル

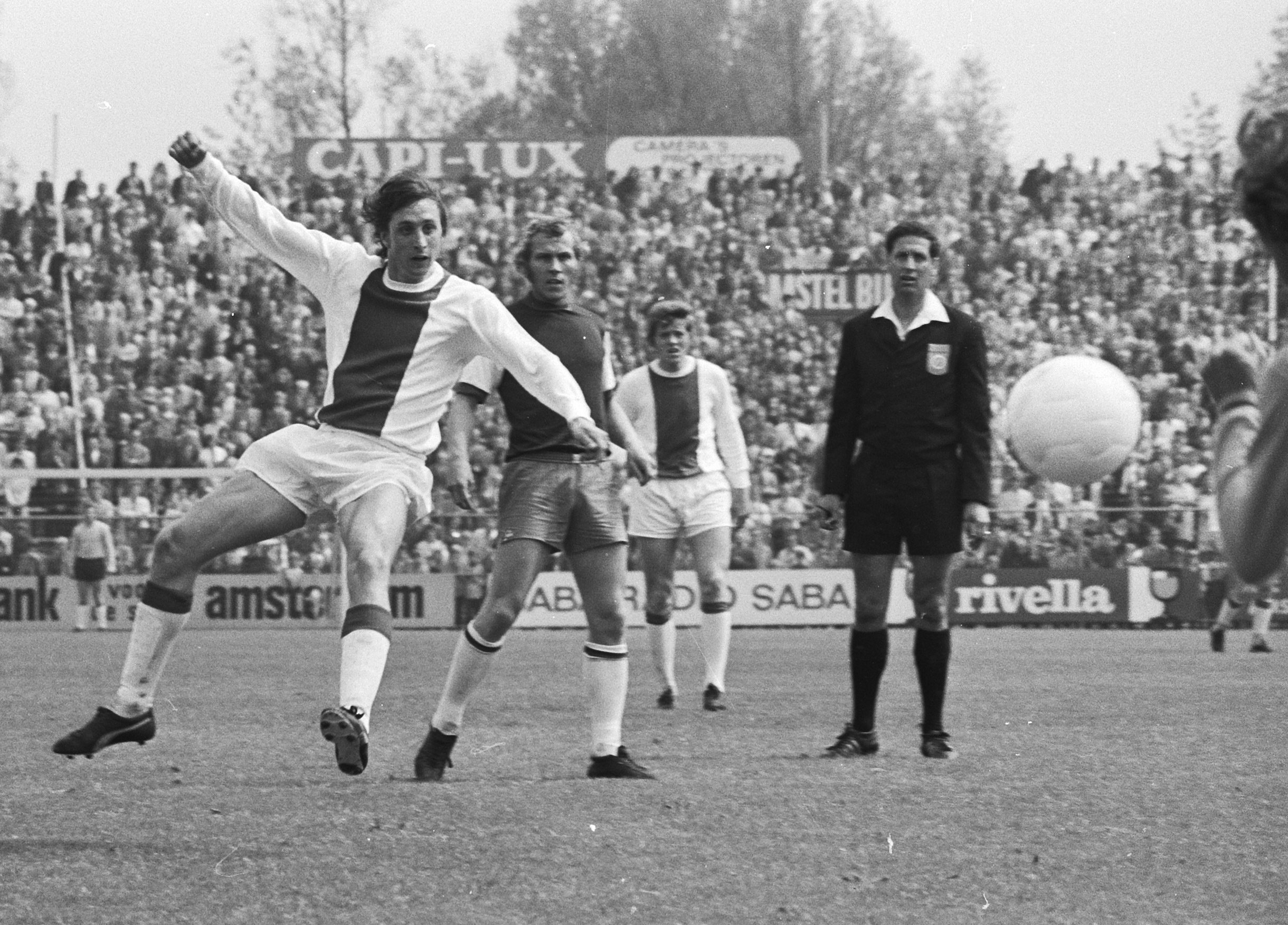
1971年のクライフ。

身長178cm、体重67kgという細身の体躯をしていたが、瞬間的な加速力を生かしたドリブル突破を得意とし、急加速急停止を繰り返し相手守備陣を翻弄した。細身の外見であるにも関わらずマークすることが難しく、捕らえ所がなかったことからオランダでは「ウナギ」とも呼ばれていた。
利き足の右だけでなく、左足でも正確なパスを供給する技術の正確性を持ち合わせていた。一方で、現役時代を通じてペナルティーキックを滅多に蹴ることがなかったことでも知られている。この理由についてクライフは「第一に静止した状態ではなく、試合の流れの中でのキックを得意としていたため。第二にキックの威力の問題があったため」としており、「極度の緊張下で行われるペナルティキックは私にとっても不安にかられる一瞬だった」と語っている。
ピッチ上においての全体的な状況を把握する能力に長け、味方選手がプレーするためのスペースを生み出し、見出す為には「いつどこにポジションを採るのか」「いつどこに走り込むのか」「いつどこでポジションを離れてはいけないのか」について常に思考していたという。試合時にはオーケストラの指揮者の様に仲間達に対して詳細に指示を送り自らの思考を伝えた。ピッチ上での指揮官ぶりは時にドリブルやパス、スペースへの走り込みといった積極的にボールへと関わるプレーよりも印象を残した。
名義上はセンターフォワードというポジションだが、試合が始まると最後尾や中盤、タッチライン際という具合に自由にポジションを代えてボールを受け、ドリブルやパスで攻撃を組み立てると共に、得点機に絡んだ。また、他の選手もクライフの動きに連動してポジションを目まぐるしく移動させた。チーム全体がクライフの動きに応じてポジションを修正する様は「渦巻」「変幻自在」と評され、その中心には常にクライフが存在した。
この他に現役時代のプレーとしては軸足の後ろ側にボールを通しながら180度ターンする「クライフターン」と呼ばれるフェイントを考案したことでも知られ、サッカーの基本テクニックの一つとなっている。

### 背番号14

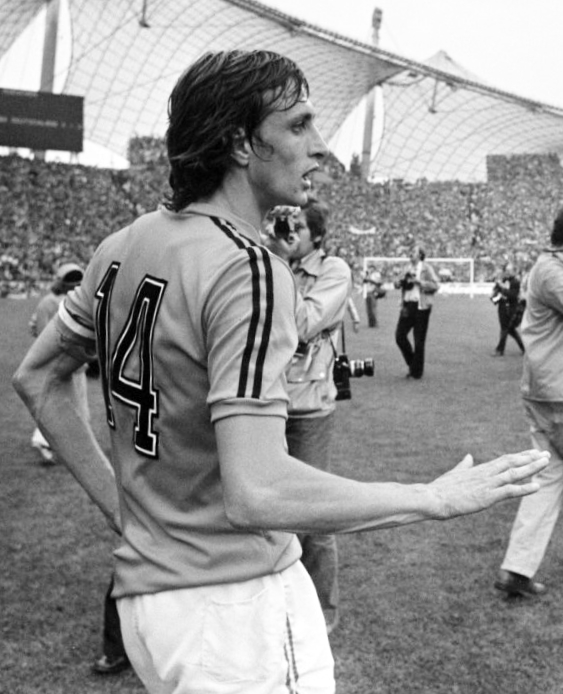
1974年のワールドカップ決勝で敗れ、ピッチを後にするクライフ。

クライフの代名詞である背番号「14」はアヤックス時代から好んで着用していた。1970-71シーズン開幕の際にクラブは個々の選手に固定の背番号を着用させることにしたが、クライフは攻撃的なポジションの選手が身に付ける「7」から「11」までの背番号ではなく、控え選手が付ける「14」を選んだ。この理由について役員が尋ねると、クライフは
と答えた。1974年のワールドカップに出場した当時のオランダ代表では、背番号は選手のアルファベット順に身に付けることになっていたため、頭文字が「C」で始まるクライフは本来であれば「1」番を着用するはずだったが、特例として「14」を着用することが認められた。
なお、アヤックスでは背番号「14」を着用していたが、FCバルセロナでは当時のリーガ・エスパニョーラは固定制の背番号ではなく先発メンバーは試合毎に「1」から「11」の背番号が割り当てられる規程となっていたため背番号「9」を着用し、フェイエノールトでは引退したヴィレム・ファン・ハネヘムの背番号だった「10」を着用してプレーした。
2007年4月25日、クライフの代名詞となった背番号「14」はアヤックスの永久欠番となった。

### 監督としての戦術
選手としてのクライフは選手が頻繁にポジションチェンジを繰り返す「トータル・フットボール」の体現者となったが、監督としては変則的な4-3-3フォーメーションや3-4-3フォーメーションを駆使し、選手をピッチ全体に配置させて攻撃サッカーを展開するスタイルを追及した。中盤にダイヤモンド型の陣形を構築するこれらのシステムの効能としては次の点などが挙げられる。
- 「試合を進行する際に、ピッチ上に数多くのトライアングルを形成することが出来る[264][265]」
- 「パスコースが常に二方向以上存在する[264][265]」
- 「ピッチ全体を幅広くカバーすることが可能となる[265]」
- 「守備に回った際に前線の選手が即座に相手のチェックに移ることが出来る[265]」

アヤックスの監督時代に採用していた4-3-3フォーメーション（アヤックス・フォーメーション）では、フィールドの中央に位置するゴールキーパー、センターバック、リベロ、攻撃的ミッドフィールダー、センターフォワードの縦軸の5人が攻守の鍵となり、相互の意思疎通とコンビネーションを重要視した。
GKはペナルティエリア内で相手の攻撃を阻止するだけでなく、攻撃時にはゴールから離れフィールドプレーヤーの1人としての役割もこなした。守備陣ではリベロの選手が積極的に中盤や前線に進出するのに対して、センターバックは最後尾から攻撃の起点としてロングパスを駆使してゲームを構築。左右のサイドバックに位置する2人の選手はサッカー界で主流となっていた積極的な攻撃参加を行ず、与えられたポジションとスペースのカバーリングに徹した。
中盤は左右の2人は後方から攻め上がったリベロの動きに応じてポジションを修正すると共に、リベロの進出により生じた後方のスペースや他の選手のミスをカバーする調整役を担った。攻撃的ミッドフィールダーの選手は常にセンターフォワードと5mから10m以内の間隔でポジションを採り、ボールを保持してゲームを動かすのではなく、センターフォワードのためにスペースを作り出し、動きをサポートするなどの関係性を意識させた。
前線では左右のウイングに位置する選手がタッチライン際まで開いてセンタフォワードの為にスペースを確保し、攻撃時にはドリブルで対峙する相手を圧倒することを求め、守備時には3人が連携してボールを保持する選手に対してプレッシングを行った。
ただし、ここで述べたアヤックス時代のシステムはあくまでも優れたセンターフォワードが存在する場合の事例だとしている。両サイドのフォワードに2人のウイングを配するコンセプト自体は変更はないが、優れたセンターフォワードが存在しない場合は定型的な4-3-3フォーメーションを採用せずにセンターフォワードの位置には選手を配置せずにゲームメイク力のあるフォワードを前線から下がり気味に配置し中盤に近い位置でプレーをさせた。
バルセロナで監督を務めていた当時も3トップや中盤でダイヤモンド型の陣形を作るなどのコンセプトは変わりなかったものの、DFを3人にして3-4-3フォーメーションを採用する機会が多かった。その背景には対戦する多くのチームが2トップを採用していたというスペインサッカー界の事情と、1980年代後半にACミランを率いたアリゴ・サッキが主唱したプレッシングスタイルの戦術に対抗するための意図があった。一方、バルセロナでは基本的に選手が自由に陣形を崩すことを認めていなかったとの指摘もある。
アヤックスやバルセロナでは「パスを繋いで常に自分達のチームがボールをキープして攻撃を組み立て試合の主導権を握る」ボールポゼッションのスタイルを定着させたが、一方でそのスタイルを打ち破られた際の守備のリスクは大きく、戦術的な欠点を露呈することもあった。攻撃に人数を割き前掛かりになるため守備が手薄となり、前線の選手達がボールを奪われた際、相手にチェックを掛けボールを再奪取することに失敗し守備陣の裏にロングパスを通されれば一転して危機的な状況となった。不安定な守備と、その欠点を補って上回る攻撃力がクライフの志向した戦術の魅力でもあった。

### 人となり

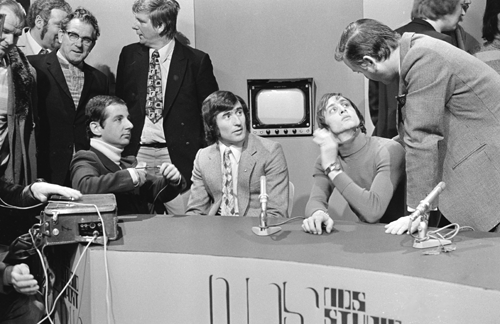
1972年にオランダ放送協会の番組に出演した際のクライフ。右から一人をおいてクライフ、シャーク・スワルト。司会者のフレット・エメル。

自分の理想や目標を達成するために周囲を引きこんでいく並外れたカリスマ性のある人物と評されている。インタビューにおいて世界最高の選手と言われることについて問われた際に「私もそう思う」と答えたことがあるだけでなく、
と公言してはばからない自信家であり我が強く、ミスを絶対に認めない頑固さを持ち合わせていた。監督になったばかりのころにオランダサッカー協会から監督講習を受けるように通達された際には、「いったい誰がオレにサッカーを教えられるんだ?」と反論したこともあった。13歳の時に受けた職業適性検査では「能力は平均水準をやや上回るが精神的にも肉体的にも未成熟である。感情的で常に刺激を求め興味の対象が頻繁に入れ替わりやすく、勉学よりもスポーツに興味を示す。精密さを必要とする職業には不向きであり強いてあげるならば貿易などの商業に向いているだろう」と診断されている。
一方で、こうした自信家としてや感情的な側面は、報道陣や他の選手からの介入や外部の人間からの圧力を避けるための身を守るための人格であり、根底には親切心があり有名人然として振る舞うことを嫌っているともいわれていた。
会話好きな性格で、一旦話し出すと止まらない側面があった。選手時代には試合中に休むことなく選手に指示を出していたことからドラマの『わんぱくフリッパー』の主人公のイルカになぞらえて「フリッパー」とも呼ばれた。バルセロナの監督を務めていた1990年代にオランダの番組のインタビューに応じたところ予定の時間を上回り30分近く会話を続けたため、番組スタッフが編集作業で取捨選択することが困難となり、改めてクライフのための番組が製作された。また、オランダ国民には兵役が義務付けられているが招集を受けた際にクライフが医師と直接交渉して相手を根負けさせ兵役が免除されたエピソードや、1971年にオランダ君主のユリアナ女王と接見した際に税制についての見直しを直訴したため物議を醸したエピソードもある。クライフ自身はこの癖に気づいており、「私の悪い癖は、すべてを把握しすぎてしまい、そのため常にしゃべらなくては気が済まなかったことだ。そしてどんな状況でも、すぐ誰かのミスを指摘していた。文句を言っていたのだ。それが私の中で、一番悪かった特徴だ」と反省しつつも、「しゃべる」ことこそサッカーの基本と考えていたという。
さまざまな渾名を持ち合わせており、選手時代には「空飛ぶオランダ人（フライング・ダッチマン）」、「エル・サルバドール」（El Salvador、救世主の意）の他に「エル・フラコ」という渾名でも呼ばれていたが、これは1973年にバルセロナへ入団した当時、痩せた体格であったことに由来している。バルセロナの監督を務めていた当時の選手達は、かつてのスター選手への畏怖の念から「神」と呼んでいた。また、イニシャルの「J.C.」がイエス・キリストと同じであることから、1970年代に流行したロック・ミュージカルの『ジーザス・クライスト・スーパースター』に準え「スーパースター」とも呼ばれた。

### 言語感覚
独特な言語感覚や文章表現の持ち主であることでも知られ、クライフ語録 (Cruyffian) と呼ばれる独自の理論が人気を博している。クライフの発言で本が一冊まとめられたこともあり、「"Typisch Cruiffiaans:Uitspraken"（典型的クライフ語・発言集 クライフライブラリー出版）」という語録集も出版されている。 還暦を迎えた2007年にAFP通信が1200人のファンを対象に行った調査によると以下の名言が上位に挙げられた。
なお同じ調査において25%の人々が「クライフ語録を理解できる」と回答した のに対し、53%の人々が「時々理解が出来なくなることもあるが、気にしていない」と回答している。母国語のオランダ語の他に、英語、スペイン語を話すことが出来る ことから選手時代には監督に代わって記者に説明役を買って出ることもあった。しかし長年スペインに在住していたにも関わらずスペイン語は上達していなかった、との指摘もある。

### 家族

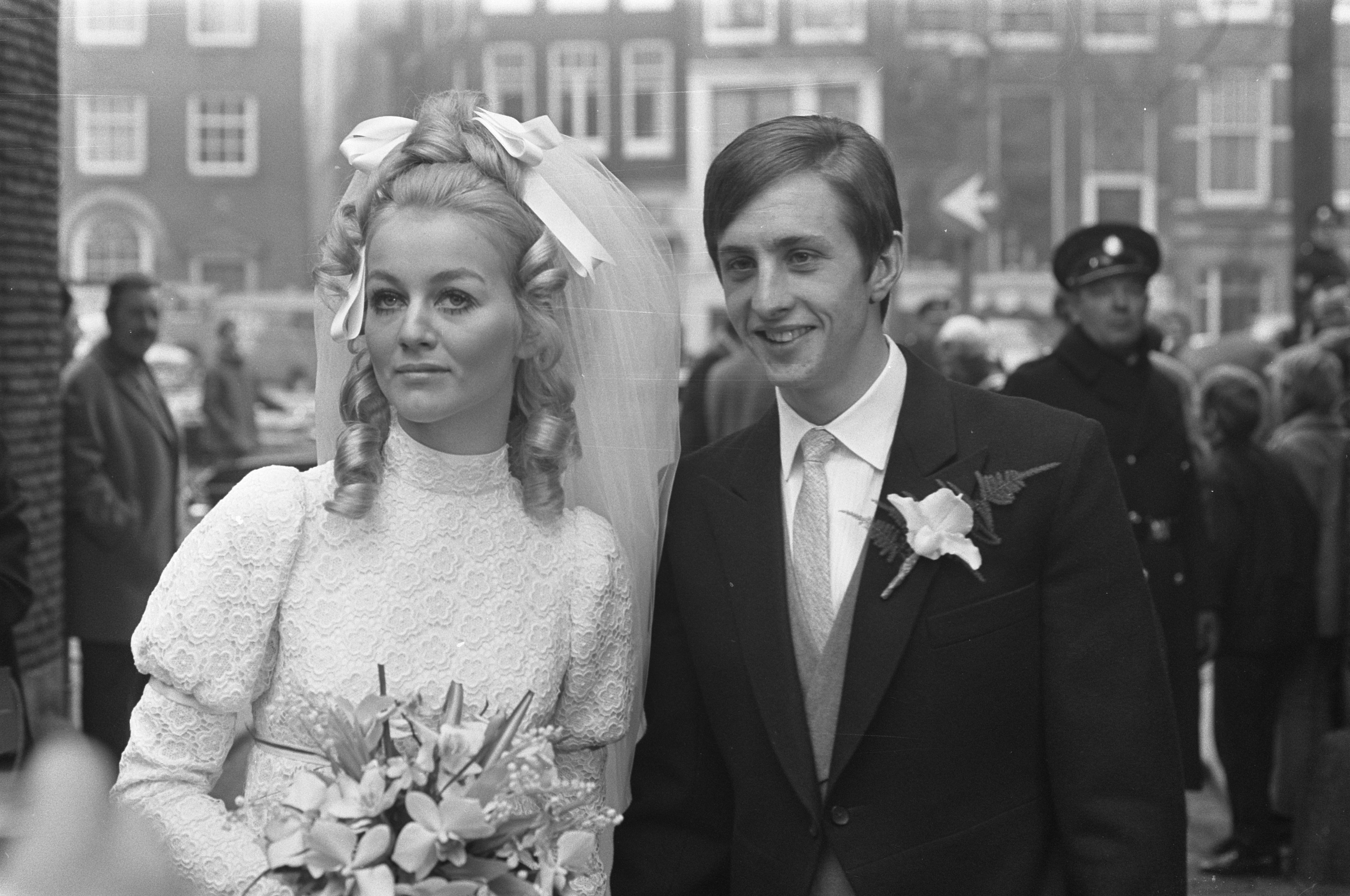
結婚式でのクライフ夫妻

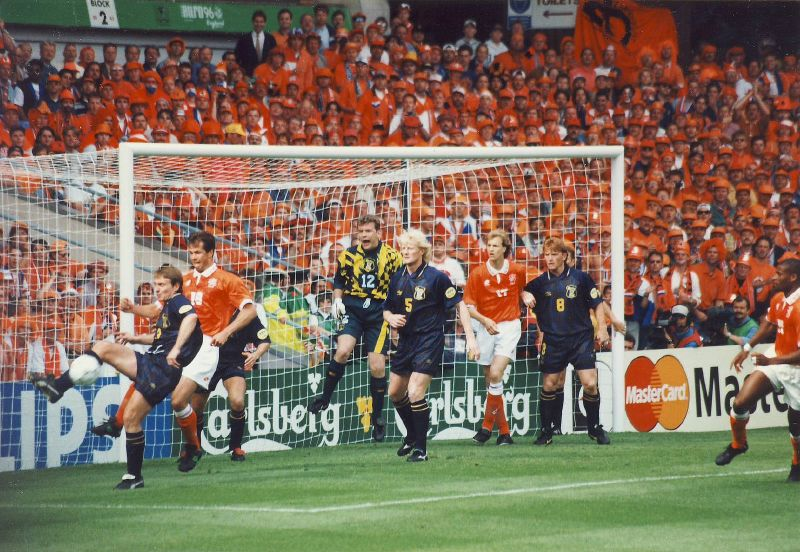
オランダ代表としてプレーするジョルディ（右から3人目、背番号17の選手）

妻であるダニー・コスターとは1967年に行われたピート・カイザーの結婚式を通じて知り合い、1968年12月に結婚すると3人の子供をもうけた。長女シャンタル（1970年生）はクライフがバルセロナの監督を務めていた当時の控えゴールキーパーだったヘスス・マリアノ・アンゴイと結婚。アンゴイは1996年にバルセロナを退団し引退するとアメリカンフットボール選手となり、NFLヨーロッパのバルセロナ・ドラゴンズ などでプレースキッカーを務めたが後に離婚した。
次女スシラ（1972年生）は物静かな性格であるが父親に似て自己主張が強く、10代から20代の時期に馬術の障害飛越競技の選手を志したが膝の故障により断念した。
末っ子のジョルディ（1974年生）はクライフがバルセロナ在籍当時に産まれたため、キリスト教の守護聖人・聖ゲオルギオスのカタルーニャ語読みである「サン・ジョルディ」に因んで「ジョルディ」 (Jordi) と命名した。後に父親と同様にサッカー選手になるとバルセロナやマンチェスター・ユナイテッド、デポルティーボ・アラベスなどに在籍した。また、オランダとスペインの二重国籍を有することから、いずれかの代表チームを選択する権利があり一時はU-21オランダ代表の招集を辞退していた。最終的に1996年4月にオランダ代表を選択し、同年にイングランドで開催されたUEFA欧州選手権1996に出場するなど国際Aマッチ9試合に出場した。
実兄のヘニーもサッカー選手でありポジションはディフェンダーを務めていた。クライフと同様にアヤックスの下部組織で育ちトップチームへ昇格を果たしたが大成せずに数シーズンで引退し、その後はスポーツ用品店を経営した。ヘニーの娘でクライフの姪にあたるエステル・クライフはタレントとなり、2000年にルート・フリットと結婚したが2013年に離婚が成立した。

### 嗜好
好きな選手は1950年代のスター選手であるアルフレッド・ディ・ステファノと、「ロッテルダムのモナ・リザ」と呼ばれドリブルの名手だったファース・ヴィルケス、好きな監督はリヌス・ミケルス、苦手な選手としては1974年ワールドカップ決勝で徹底マークを受けたベルティ・フォクツ の名を挙げている。特にディ・ステファノのセンターフォワードでありながらミッドフィールダーの位置で幅広く動き周り積極的に守備に加わる、従来の概念を覆すプレースタイルを理想としていた。なお、若い頃のクライフは自身より1歳年上でマンチェスター・ユナイテッドFCに所属していたジョージ・ベストに例えられ「オランダのベスト」と称されたこともあったが、前述のようにディ・ステファノのファンであったクライフは、才能がありながら不摂生が災いして表舞台から姿を消したという過去を持つベストに例えられることを嫌っていた。
選手時代はプーマ社とスポンサー契約を結んでいた。1974 FIFAワールドカップのオランダ代表ではオランダサッカー協会が契約していたアディダス社のサッカーシューズの使用及びユニフォームを着用することを拒否し、オランダ代表での試合が近づくとオランダサッカー協会のスタッフとアディダスの代表担当がカミソリでユニフォームに施されたアディダスのシンボルである3本線の内一本を削ぎ落とし、2本線となったユニフォームをクライフは着用して試合に出場していた。また監督時代には、自らが設立したスポーツブランド『クライフ・スポーツ』以外のジャージやスーツを着用することを拒否し、バルセロナの監督に就任した際には契約書に「自分が着る服は自分で決められる」という条項を盛り込んでいた。
趣味のゴルフは選手時代にオランダからスペインへと移籍した直後の1973年頃に始めた。その際にプロゴルファーのセベ・バレステロスを紹介され、彼がクライフの所属するバルセロナのファンだったことから交流を続けたという。引退後は数多くのアマチュアトーナメントに出場しているが、2006年6月に専門誌『ゴルフ・ウィークリー』が掲載したオランダゴルフ協会のハンディキャップインデックスによるとクライフのハンディは35,3だった。

### 喫煙と健康問題
15歳の頃からヘビースモーカーであり、選手時代にはハーフタイム中に体を休める仲間達を尻目に一服していたとの逸話もあった。引退し監督になった後も喫煙は続けられ、ベンチで頻繁にタバコをふかす姿が確認されていたが、1991年2月26日に心筋梗塞により倒れ、バイパス手術により一命は取り留めた。手術後は医師から禁煙が言い渡され、タバコの代わりにチュッパチャプスを舐めるようになった。監督時代には毎日80本のタバコを吸っていたとされている。
カタルーニャ州政府の依頼により、若者の喫煙防止のためのコマーシャルに出演した。このコマーシャルは背広姿のクライフがボールの代わりにタバコの箱をリフティングし、「サッカーはつねに私の人生だった」と言ったわずかな沈黙の後に箱を蹴り飛ばすと箱は破裂し、最後に若者に向けて「喫煙は危うく私の人生を奪うところだった…」「喫煙はバカなことである。悪習にならないように気を付けよう」というメッセージが添えられるという内容だった。このCMはスペイン語、カタルーニャ語、英語、ドイツ語、フランス語、オランダ語で放送された。

### その他

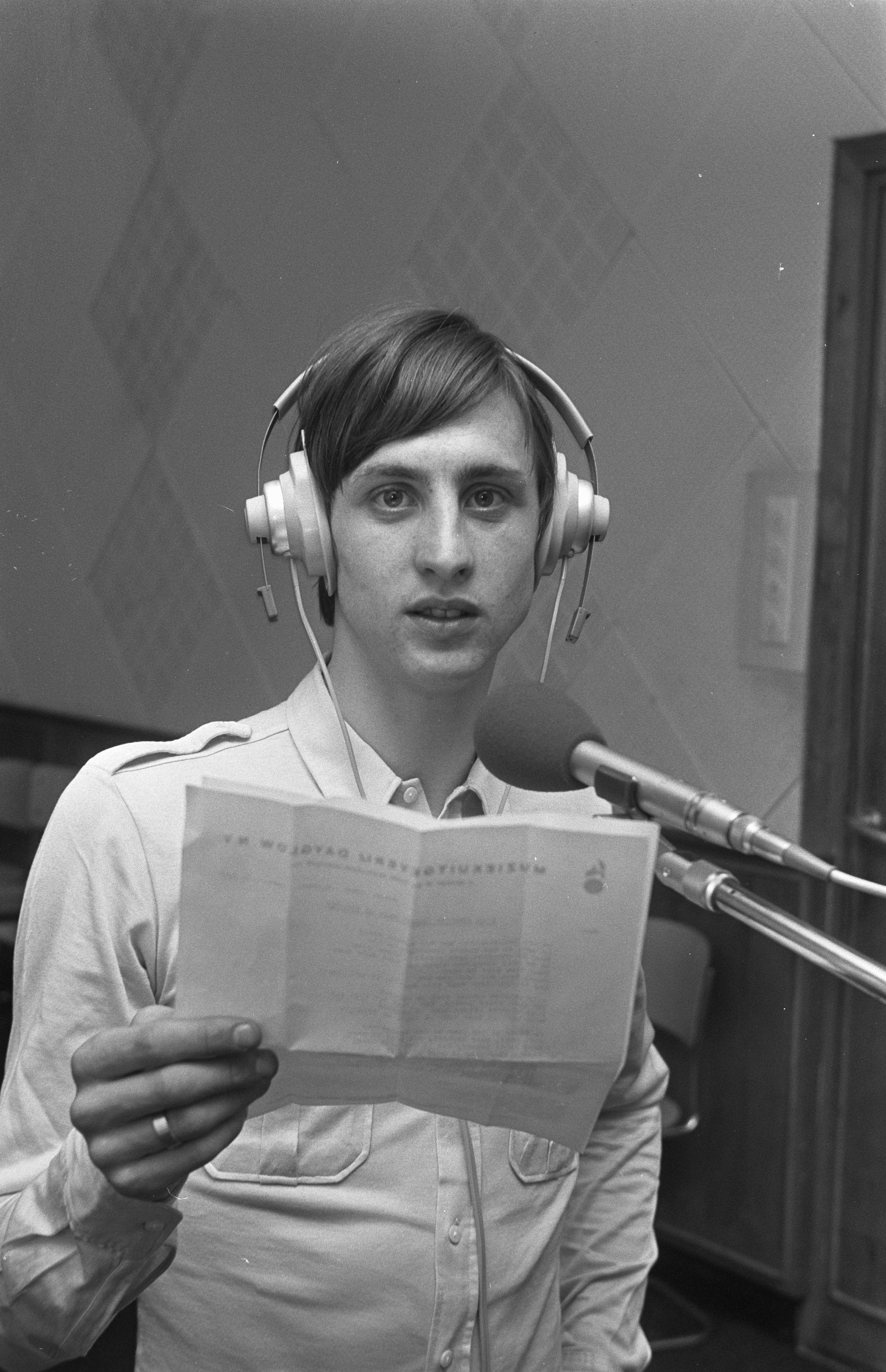
1969年、音楽スタジオでレコーディング中のクライフ。

- 1969年に歌手のペーター・クールワイン（オランダ語版）との共演でOei oei oei (dat was me weer een loei)というシングルを発表した。レコーディングの際にクライフはリズム感を保って歌うことが出来ずブランデー入りのコーラを飲んだ上で再びレコーディングを行った[311][312]。このシングルはオランダ国内では目立った売り上げを残せなかったが、後にクライフが移籍したスペイン国内で人気を獲得したことから1974年にスペイン語に翻訳されて発売された[312]。
- ルイ・ファン・ハールとは犬猿の仲として知られる[313]。クライフは機会がある度にファン・ハールの指導方針を批判していたが[314]、クライフの姿勢をファン・ハールも快く考えておらず2010年に「クライフは毎週のように私を無責任に批判し続けバルセロナでの仕事を挫折させようとした」と批判した[314]。ファン・ハールは仲違いのきっかけについて2009年に出版した自伝の中で「1989年にクライフの家族からクリスマスのパーティーに招待されたが私の姉妹の容態が急変したため誘いを断った。そのため気まずい関係となった」と告白した[315]。これに対してクライフはオランダのテレビ局「RTVノールト」の取材に応じ「私は覚えていないが、ファン・ハールはアルツハイマー病なのだろう。私が解決すべきことは何もない」と発言した[315]。また『デ・テレフラーフ（オランダ語版）』紙で連載している自身のコラムの中では「通常であればコメントしたくもないが、家族を守ってきた私の限度や価値観を超えている[315][316]」と発言した。

## 思想
選手としても監督としても攻撃的サッカーの信奉者であり、攻撃をせずに守備を固めるような、美しくないサッカーに価値はないという思想を持っていた。そのためカウンターアタックに代表される守備的な戦術、中盤を省略してボールポゼッションと相互のコンビネーションを欠いた戦術、一部のスター選手の個人主義と個人技に頼った戦術、結果のみを重視する風潮に対しては常に批判的だった。こうしたスタイルの実践は退屈なサッカーの横行に繋がるだけでサッカーの為にならないと主張しているが、自らの理想とするサッカーを遂行する上で最も重要な要素は走力ではなく頭脳や技術であるとし次のような言葉を残している。
この他に、クライフはことある機会に「サッカーとは楽しむものである」という趣旨の言葉を残しているが、現代のサッカー界にはその「楽しさ」が欠けているとして以下の言葉を残している。
なお、2002 FIFAワールドカップでブラジルが優勝した際には個々の能力は評価しつつルイス・フェリペ・スコラーリの採用したカウンター戦術について「アンチフットボール」「ボールの出所にプレッシャーを掛け3-5-2フォーメーションの両サイドの選手を守備に忙殺させてしまえば平凡なチーム」と評したが、こうした歯に衣着せぬ発言について「率直に考えを述べているだけであって、優勝したこと自体を非難しているのではない。優勝したブラジルには敬意を表したい。ただし、魅力は感じない」と評している。
UEFAチャンピオンズリーグ 2009-10でインテルナツィオナーレ・ミラノが優勝した際には、決勝戦のバイエルン・ミュンヘン戦でのインテルの選手について「インテルの守備陣形や、選手たちのポジショニングは素晴らしかったと思う」としつつも、「しかし守った後は、見るに堪えないサッカーだった。8割以上は、まるで目をつむって適当に蹴っているかの様なクリアボールだった。あのようなやり方で勝つことは、一時の快楽としては最高だろう。しかしこの勝利がイタリアリーグの未来に、何かをもたらすとは思えない」と批判的な意見を述べて「私は少しも興奮しなかった」と評し、またインテル監督のジョゼ・モウリーニョを指して「モウリーニョは素晴らしい監督だが、私のチームを任せたいとは思わない」と切り捨てている。
クライフには、以下のような5つの思考法があった。
- 「『ひらめき』常に常識を疑い、新しいことに挑戦する。」
- 「『度胸』誰を敵に回そうと、まったく引かない。」
- 「『はったり』権威を認めず、自分が一番だと言い続ける。」
- 「『イタズラ心』ピッチの中でも外でも、人を驚かすことに楽しみを見出す。」
- 「『相手の限界点を試す遊び心』ルールは素直に受け入れず、どこまで脱線が許されるかを、駆け引きしながら探り出す。」

また、クライフは自著の『Ik hound van voetbal』（私はサッカーを愛している）の巻末において、選手たちへのメッセージとして以下の「10の心得」を記している。
- 「1.サッカーはショーだ。でなければサッカーではない」
- 「2.選手は常に技術の追求を考えなければならない」
- 「3.他の人から学ぶ姿勢を持たなくてはいけない」
- 「4.楽しむことが、サッカーでは特に重要」
- 「5.チームメイト、サポーター、審判を尊敬することは、スポーツの基本であり、人生の基本だ」
- 「6.チームメイトと、いい同僚でいるべき。他の選手が犯した間違いも受け止め、お互いを助け合うべき」
- 「7.サッカーでも、人生でも、チームで機能しなくてはいけない。1人では試合に勝利することはできない」
- 「8.100％の労力をささげることは、サッカーでは当然のこと」
- 「9.サッカー選手は社会への責任がある。クラブやサポーターの代表だからだ」
- 「10.サッカーは個人の成長を助ける。人間としても成長させてくれる」

## 影響

### 選手

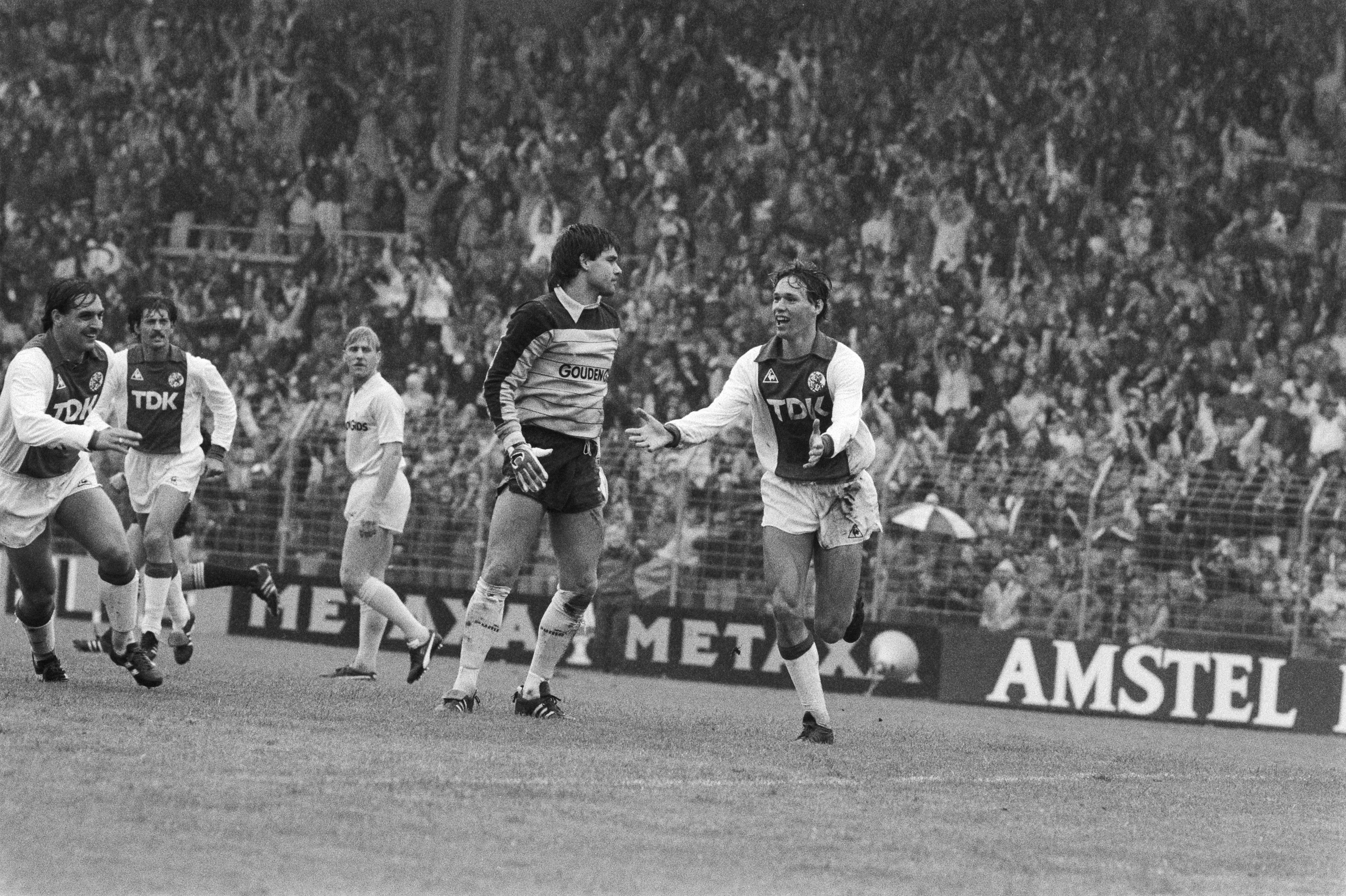
1980年代から1990年代に活躍したマルコ・ファン・バステンはクライフと比較の対象となっていた。

クライフの影響を受けていると公言している選手としては、オランダのマルコ・ファン・バステンやフランク・ライカールト、フランスのミシェル・プラティニやダヴィド・ジノラ、ドイツのピエール・リトバルスキー、ルーマニアのゲオルゲ・ハジ、ブルガリアのフリスト・ストイチコフ、イングランドのポール・ガスコイン、日本の西野朗らがいる。オランダ代表や所属クラブでも同僚だったヨハン・ニースケンスは豊富な運動量とボール奪取能力が持ち味の選手だったが、クライフと同じ「ヨハン」という名前を持つこともあり「ヨハン二世」「第2のヨハン」と呼ばれていた。
1980年代から1990年代にはファン・バステンが「クライフの再来」として紹介されたことがあり、しばしば比較の対象となっていた。クライフとファン・バステンは同じポジションでプレーし共に高い能力を持ち合わせていたが、クライフがピッチ全体を幅広く動き回り指揮者の様に振舞ったのに対し、ファン・バステンは得点を挙げることにプレーを特化させるなど、両者のスタイルは明確に異なっていた。ファン・バステンはクライフとの比較について1992年のバロンドール授賞式の際に「クライフは私以上の才能と強さを持ち、ドリブラーでありストライカーでもある万能型の選手だ。そして日々のトレーニングにも励む努力家でもあった。クライフとの比較は名誉なことだが、私が彼に並ぶことは決してない」と評した。
ブラジルのサッカー指導者のレヴィー・クルピはセレッソ大阪時代に指導した日本の香川真司のプレーについて「香川はピッチのあらゆる場所に現れ、相手の守備陣をすり抜け、シュートを放ち得点を決める。さながら1974年のクライフを思い出させる」としてクライフとの類似性を指摘している。

### 指導者

#### スペイン

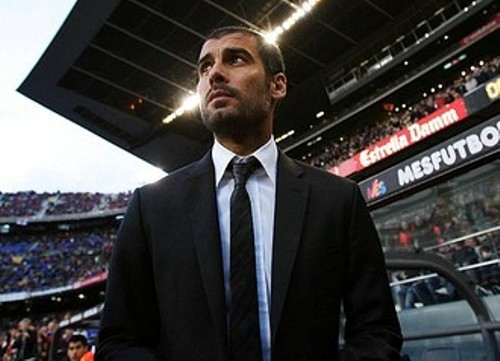
ジョゼップ・グアルディオラは「クライフが現代サッカーの基礎を作った」と評している。

バルセロナの監督時代に志向した、パスを繋ぎボール支配率を高めることで試合の主導権を握り続ける攻撃的なサッカースタイルは、監督が代わった後も下部組織（カンテラ）を通じてクラブのサッカースタイルとして浸透した。監督時代の教え子であるジョゼップ・グアルディオラは2008年から2012年までチームを率いてドリームチームの打ち立てたタイトル獲得数を上回る結果を残したがグアルディオラ指揮下のバルセロナでは、通常であれば守備時には自陣へ下がりゴール前に守備ブロックを形成し相手の攻撃に対処するのに対し、相手にボールを奪われた際には即座に複数の選手でチェックを掛けて相手陣内にいる内にボールを奪い返し、奪い返せない際にもパスコースを限定させミスを誘発させ奪い返す前線からの積極的な守備を採用することで、クライフ時代に欠点と言われた守備面の修正を施した。
このことから、ドリームチーム時代の主力選手であるロナルド・クーマンは「チームとしての安定度と守備組織において、グアルディオラが率いるチームはかつてのドリームチームより優れている」と評したが、クライフは「グアルディオラの成功はカンテラ出身の選手が多く存在するからこそ可能なのであり、20年に渡るサイクルの一つに過ぎない。2つのチームを比較して優劣を決めるより、20年という長いサイクルにおいての成功について評価するべきだ」と評した。
またシャビ・エルナンデスやアンドレス・イニエスタ、セスク・ファブレガスといったバルセロナのカンテラ出身選手を多数擁する2000年代以降のスペイン代表はバルセロナのサッカースタイルを模倣しているとも言われ、同代表チームが2006 FIFAワールドカップに出場した際に見せたパスを丁寧に繋ぐサッカーはスペイン国内で「ティキ・タカ」 (tiqui-taca) として紹介されると、やがてヨーロッパ中にその名が知れ渡るようになった。ティキ・タカとは玩具のアメリカンクラッカーを鳴らす時に発生する音を字句で表した擬声語である。同代表チームはUEFA欧州選手権2008ではルイス・アラゴネス、2010 FIFAワールドカップやUEFA欧州選手権2012ではビセンテ・デル・ボスケに率いられて、それぞれ優勝を果たしたが、前述の「ティキ・タカ」は代表チームのサッカースタイルとして継承されている。

#### オランダ
ルイ・ファン・ハールは1991年からアヤックスの監督に就任するとクライフ監督時のシステムに修正を施した3-4-3システムを採用。選手に組織立ったプレーと規律を徹底させ、国内リーグ3連覇を果たし国際舞台においてもUEFAカップ1991-92優勝やUEFAチャンピオンズリーグ 1994-95優勝に導いた。1997年からはバルセロナの監督に就任し、アヤックス時代に育成した多くの教え子達を加入させて重用し組織的サッカーを実践したが、クライフ以上にシステムや個々の役割にこだわり、選手の才能よりも自らのゲームプランを遂行させることを重視した。クライフはファン・ハールの監督としての実績は認めながらも、指導方針については「彼のサッカーに対する哲学と私の哲学とは相反する」「私は現場でのプレーの実践こそが基本と考えているが、彼は自らの理論とデスクワークに時間を費やす。最良の指導とは戦術の講義ではなく、ピッチ上でプレーを実践し学習することだ」と否定的な立場を採っている。
フース・ヒディンクはオランダ代表監督として1998 FIFAワールドカップで指揮を執り同国を1978年大会以来20年ぶりのベスト4進出へと導いたが、その際に「このチームの強さは1974年大会のチームと異なり、クライフのような1人の選手に依存しない点にある」と評した。
2007年にはU-21オランダ代表監督を務めていたフォッペ・デ・ハーンが「クライフの主唱する前線に2人のウィンガーを配するシステムは時代遅れであり現代サッカーには適さない」と主張し、クライフとの間で論争が行われた。デ・ハーンは持論に従い4-4-2フォーメーションを採用してUEFA U-21欧州選手権において優勝に導いたことで世論の支持を集め、オランダ代表においてもこのフォーメーションを採用するべきだとの批判が沸き起こった。また、ファン・バステンの率いたオランダ代表のUEFA欧州選手権2008での敗退やデ・ハーンとの論争を受けて、評論家のヘンク・スパーンやサイモン・クーパーらもクライフの思想を批判した。
ファン・バステンの後任としてオランダ代表監督に就任したベルト・ファン・マルワイクも同様に4-2-3-1フォーメーションとカウンター攻撃を採用したが、こうしたオランダ代表の傾向についてクライフは一定の理解を示す一方で、「美しくない」と批判的な立場を執っていた。2010 FIFAワールドカップ・決勝ではスペインとオランダというクライフの影響を受けた代表チーム同士が対戦しスペインが勝利したが、クライフは「スペインの勝利は私の思想が間違いではなかったことを証明した」と評した。

#### その他
アルゼンチンのホルヘ・バルダーノはクライフに追随し1990年代にCDテネリフェやレアル・マドリードを率いて攻撃的なスタイルを標榜したが、クライフは「彼は友人であり私と近いコンセプトを持ち合わせている。われわれは魅力的なサッカーを披露しつつ結果を残す、という理想を信じることのない人々と立ち向かっているのだ」と評した。
バレエダンサーのルドルフ・ヌレエフはクライフの移動の素早く、頭の回転も速く、プレーのスピードもあって早口だった彼のプレースタイルに魅了されていたといい、クライフを「チェスプレイヤーの頭脳を持ったダンサー」と称している。
2000年代以降、クライフの用いた3-4-3フォーメーションは欧米の主要リーグで見られることは少ないと言われているが、アルゼンチンのマルセロ・ビエルサやイタリアのアルベルト・ザッケローニのように3-4-3フォーメーションを堅守速攻型の戦術として運用する指導者もいる。クライフが攻撃に特化しパスを繋ぎ常に自分達のチームがボールを保持して試合の主導権を握ることを求めたのに対し、ビエルサは3-4-3フォーメーションを変形させた3-3-1-3フォーメーションを用い全選手が攻守に連動することで主導権を握ることを求めた。一方、ザッケローニの3-4-3は元々は4-4-2フォーメーションを発展させたもので中盤を横一列に配置した変則的な3-4-3フォーメーションが特徴だが、豊富な運動量をベースに同サイドのフォワード、サイドハーフ、セントラルミッドフィールダーが絡んだサイド攻撃を重視した。

## 評価

### 選手
選手としてはアルフレッド・ディ・ステファノ、ペレ、ディエゴ・マラドーナ、フランツ・ベッケンバウアーらと並んでサッカー史上に名を残す選手と評される。オランダ国内では芸術家のレンブラント・ファン・レインにたとえ「自らを芸術家として意識し、サッカー競技という芸術を確立させた最初の選手」と評する者もいる。一方、選手として成功を収めるとそれまでのプレーが影を潜め100%のプレーを発揮することはなくなったとの指摘もあり、イギリスのサッカー専門家のエリック・バッティは「1972年のチャンピオンズカップ決勝がクライフの選手としてのピークであり、バルセロナ時代にヘネス・バイスバイラー監督と衝突した原因は試合時のサボり癖によるものだった」と評している。

### 指導者
監督としてもアヤックスでUEFAカップ優勝、バルセロナではドリームチームと呼ばれるタレント集団を指揮し国内リーグ4連覇やUEFAチャンピオンズカップ優勝などの実績を残した。なお、選手と監督の双方でUEFAチャンピオンズカップ（後身のUEFAチャンピオンズリーグを含む）で優勝した経験を持つ人物はミゲル・ムニョス、ジョバンニ・トラパットーニ、クライフ、カルロ・アンチェロッティ、フランク・ライカールト、ジョゼップ・グアルディオラ、ジネディーヌ・ジダンの7人のみである。優勝などの実績を残しただけでなく世界各国の優秀な選手を獲得しつつ下部組織の優秀な選手を発掘し、「観客を楽しませながら選手も試合を楽しみ、なおかつ結果を残す」エンターテインメント性のあるサッカーを実践したと評されている。かつてのドリームチームの一員であるルイス・ミジャやジョゼップ・グアルディオラは次のように評している。
一方、専門家のエリック・バッティは「最も重要な試合の際にクライフは結果のためだけの慎重な試合をしていた」と指摘している。

## 個人成績

### クラブでの成績
1983-84シーズン終了時の成績
| クラブ成績 | クラブ成績       | クラブ成績       | リーグ | リーグ | カップ | カップ | 国際大会 | 国際大会 | 通算 | 通算 |
| シーズン   | クラブ           | リーグ           | 出場   | 得点   | 出場   | 得点   | 出場     | 得点     | 出場 | 得点 |
| ---------- | ---------------- | ---------------- | ------ | ------ | ------ | ------ | -------- | -------- | ---- | ---- |
| 1964-65    | アヤックス       | エールディヴィジ | 10     | 4      | 0      | 0      | 0        | 0        | 10   | 4    |
| 1965-66    | アヤックス       | エールディヴィジ | 19     | 16     | 4      | 6      | 0        | 0        | 23   | 22   |
| 1966-67    | アヤックス       | エールディヴィジ | 30     | 33     | 5      | 5      | 6        | 3        | 41   | 41   |
| 1967-68    | アヤックス       | エールディヴィジ | 33     | 25     | 5      | 6      | 2        | 1        | 40   | 32   |
| 1968-69    | アヤックス       | エールディヴィジ | 29     | 24     | 3      | 3      | 10       | 6        | 42   | 33   |
| 1969-70    | アヤックス       | エールディヴィジ | 33     | 23     | 5      | 6      | 8        | 4        | 46   | 33   |
| 1970-71    | アヤックス       | エールディヴィジ | 25     | 21     | 6      | 5      | 6        | 1        | 37   | 27   |
| 1971-72    | アヤックス       | エールディヴィジ | 32     | 25     | 4      | 3      | 9        | 5        | 45   | 33   |
| 1972-73    | アヤックス       | エールディヴィジ | 26     | 16     | 0      | 0      | 6        | 3        | 32   | 19   |
| 1973-74    | アヤックス       | エールディヴィジ | 2      | 3      | 0      | 0      | 0        | 0        | 2    | 3    |
| 小計       | 小計             | 小計             | 239    | 190    | 32     | 34     | 47       | 23       | 318  | 247  |
| 1973-74    | FCバルセロナ     | プリメーラ       | 26     | 16     | 12     | 8      | 0        | 0        | 38   | 24   |
| 1974-75    | FCバルセロナ     | プリメーラ       | 30     | 7      | 12     | 7      | 8        | 0        | 50   | 14   |
| 1975-76    | FCバルセロナ     | プリメーラ       | 29     | 6      | 10     | 3      | 9        | 2        | 48   | 11   |
| 1976-77    | FCバルセロナ     | プリメーラ       | 30     | 14     | 9      | 6      | 7        | 5        | 46   | 25   |
| 1977-78    | FCバルセロナ     | プリメーラ       | 28     | 5      | 7      | 1      | 10       | 5        | 45   | 11   |
| 小計       | 小計             | 小計             | 143    | 48     | 50     | 25     | 34       | 12       | 227  | 85   |
| 1979       | ロサンゼルス     | NASL             | 27     | 14     | -      | -      | -        | -        | 27   | 14   |
| 小計       | 小計             | 小計             | 27     | 14     | 0      | 0      | 0        | 0        | 27   | 14   |
| 1980       | ワシントン       | NASL             | 27     | 10     | -      | -      | -        | -        | 27   | 10   |
| 小計       | 小計             | 小計             | 27     | 10     | 0      | 0      | 0        | 0        | 27   | 10   |
| 1980-81    | レバンテ         | セグンダ         | 10     | 2      | 0      | 0      | 0        | 0        | 10   | 2    |
| 小計       | 小計             | 小計             | 10     | 2      | 0      | 0      | 0        | 0        | 10   | 2    |
| 1981       | ワシントン       | NASL             | 5      | 2      | -      | -      | -        | -        | 5    | 2    |
| 小計       | 小計             | 小計             | 5      | 2      | 0      | 0      | 0        | 0        | 5    | 2    |
| 1981-82    | アヤックス       | エールディヴィジ | 15     | 7      | 1      | 0      | 0        | 0        | 16   | 7    |
| 1982-83    | アヤックス       | エールディヴィジ | 21     | 7      | 7      | 2      | 2        | 0        | 30   | 9    |
| 小計       | 小計             | 小計             | 36     | 14     | 8      | 2      | 2        | 0        | 46   | 16   |
| 1983-84    | フェイエノールト | エールディヴィジ | 33     | 11     | 7      | 1      | 4        | 1        | 44   | 13   |
| 小計       | 小計             | 小計             | 33     | 11     | 7      | 1      | 4        | 1        | 44   | 13   |
| 通算       | オランダ         | オランダ         | 308    | 215    | 47     | 37     | 53       | 24       | 408  | 276  |
| 通算       | スペイン         | スペイン         | 153    | 50     | 50     | 25     | 34       | 12       | 237  | 87   |
| 通算       | アメリカ         | アメリカ         | 59     | 26     | -      | -      | -        | -        | 59   | 26   |
| 総通算     | 総通算           | 総通算           | 520    | 291    | 97     | 62     | 87       | 36       | 704  | 389  |

### 代表での成績
オランダ代表として最後の試合となった1977年10月26日のベルギー戦までの出場数
| オランダ代表 | オランダ代表 | オランダ代表 | オランダ代表 | オランダ代表 | オランダ代表 | オランダ代表 |
| 年           | 国際大会     | 国際大会     | 親善試合     | 親善試合     | 合計         | 合計         |
| 年           | 出場         | 得点         | 出場         | 得点         | 出場         | 得点         |
| ------------ | ------------ | ------------ | ------------ | ------------ | ------------ | ------------ |
| 1966         | 1            | 1            | 1            | 0            | 2            | 1            |
| 1967         | 2            | 1            | 1            | 0            | 3            | 1            |
| 1968         | 0            | 0            | 1            | 0            | 1            | 0            |
| 1969         | 2            | 1            | 1            | 0            | 3            | 1            |
| 1970         | 0            | 0            | 2            | 2            | 2            | 2            |
| 1971         | 3            | 5            | 1            | 1            | 4            | 6            |
| 1972         | 2            | 2            | 3            | 3            | 5            | 5            |
| 1973         | 4            | 5            | 2            | 1            | 6            | 6            |
| 1974         | 9            | 7            | 3            | 1            | 12           | 8            |
| 1975         | 2            | 0            | 0            | 0            | 2            | 0            |
| 1976         | 4            | 2            | 0            | 0            | 4            | 2            |
| 1977         | 3            | 1            | 1            | 0            | 4            | 1            |
| 通算         | 32           | 25           | 16           | 8            | 48           | 33           |

オランダ代表として最後の試合となった1977年10月26日のベルギー戦までの得点数
| #   | 開催日         | 開催地                       | 対戦チーム       | スコア | 結果 | 試合概要                    |
| --- | -------------- | ---------------------------- | ---------------- | ------ | ---- | --------------------------- |
| 1.  | 1966年9月7日   | オランダ、ロッテルダム       | ハンガリー       | 2-0    | 2-2  | UEFA欧州選手権1968予選      |
| 2.  | 1967年9月13日  | オランダ、アムステルダム     | 東ドイツ         | 1-0    | 1-0  | UEFA欧州選手権1968予選      |
| 3.  | 1969年3月26日  | オランダ、ロッテルダム       | ルクセンブルク   | 1-0    | 4-0  | 1970 FIFAワールドカップ予選 |
| 4.  | 1970年12月2日  | オランダ、アムステルダム     | ルーマニア       | 1-0    | 2-0  | 親善試合                    |
| 5.  | 1970年12月2日  | オランダ、アムステルダム     | ルーマニア       | 2-0    | 2-0  | 親善試合                    |
| 6.  | 1971年2月24日  | オランダ、ロッテルダム       | ルクセンブルク   | 3-0    | 6-0  | UEFA欧州選手権1972予選      |
| 7.  | 1971年2月24日  | オランダ、ロッテルダム       | ルクセンブルク   | 4-0    | 6-0  | UEFA欧州選手権1972予選      |
| 8.  | 1971年11月17日 | オランダ、アイントホーフェン | ルクセンブルク   | 1-0    | 8-0  | UEFA欧州選手権1972予選      |
| 9.  | 1971年11月17日 | オランダ、アイントホーフェン | ルクセンブルク   | 8-0    | 8-0  | UEFA欧州選手権1972予選      |
| 10. | 1971年11月17日 | オランダ、アイントホーフェン | ルクセンブルク   | 7-0    | 8-0  | UEFA欧州選手権1972予選      |
| 11. | 1971年12月1日  | オランダ、アムステルダム     | スコットランド   | 1-0    | 2-1  | 親善試合                    |
| 12. | 1972年2月16日  | ギリシャ、アテネ             | ギリシャ         | 3-0    | 5-0  | 親善試合                    |
| 13. | 1972年2月16日  | ギリシャ、アテネ             | ギリシャ         | 5-0    | 5-0  | 親善試合                    |
| 14. | 1972年8月30日  | チェコスロバキア、プラハ     | チェコスロバキア | 1-0    | 2-1  | 親善試合                    |
| 15. | 1972年11月1日  | オランダ、ロッテルダム       | ノルウェー       | 4-0    | 9-0  | 1974 FIFAワールドカップ予選 |
| 16. | 1972年11月1日  | オランダ、ロッテルダム       | ノルウェー       | 8-0    | 9-0  | 1974 FIFAワールドカップ予選 |
| 17. | 1973年5月2日   | オランダ、アムステルダム     | スペイン         | 3-2    | 3-2  | 親善試合                    |
| 18. | 1973年8月22日  | オランダ、アムステルダム     | アイスランド     | 2-0    | 5-0  | 1974 FIFAワールドカップ予選 |
| 19. | 1973年8月22日  | オランダ、アムステルダム     | アイスランド     | 5-0    | 5-0  | 1974 FIFAワールドカップ予選 |
| 20. | 1973年8月29日  | オランダ、デーフェンテル     | アイスランド     | 2-0    | 8-1  | 1974 FIFAワールドカップ予選 |
| 21. | 1973年8月29日  | オランダ、デーフェンテル     | アイスランド     | 4-0    | 8-1  | 1974 FIFAワールドカップ予選 |
| 22. | 1973年9月12日  | ノルウェー、オスロ           | ノルウェー       | 1-0    | 2-1  | 1974 FIFAワールドカップ予選 |
| 23. | 1974年6月26日  | 西ドイツ、ゲルゼンキルヒェン | アルゼンチン     | 1-0    | 4-0  | 1974 FIFAワールドカップ     |
| 24. | 1974年6月26日  | 西ドイツ、ゲルゼンキルヒェン | アルゼンチン     | 4-0    | 4-0  | 1974 FIFAワールドカップ     |
| 25. | 1974年7月3日   | 西ドイツ、ドルトムント       | ブラジル         | 2-0    | 2-0  | 1974 FIFAワールドカップ     |
| 26. | 1974年9月4日   | スウェーデン、ストックホルム | スウェーデン     | 1-0    | 5-1  | 親善試合                    |
| 27. | 1974年9月25日  | フィンランド、ヘルシンキ     | フィンランド     | 1-1    | 3-1  | UEFA欧州選手権1976予選      |
| 28. | 1974年9月25日  | フィンランド、ヘルシンキ     | フィンランド     | 2-1    | 3-1  | UEFA欧州選手権1976予選      |
| 29. | 1974年11月20日 | オランダ、ロッテルダム       | イタリア         | 2-1    | 3-1  | UEFA欧州選手権1976予選      |
| 30. | 1974年11月20日 | オランダ、ロッテルダム       | イタリア         | 3-1    | 3-1  | UEFA欧州選手権1976予選      |
| 31. | 1976年5月22日  | ベルギー、ブリュッセル       | ベルギー         | 2-1    | 2-1  | UEFA欧州選手権1976予選      |
| 32. | 1976年10月13日 | オランダ、ロッテルダム       | 北アイルランド   | 2-1    | 2-2  | 1978 FIFAワールドカップ予選 |
| 33. | 1977年3月26日  | ベルギー、アントウェルペン   | ベルギー         | 2-0    | 2-0  | 1978 FIFAワールドカップ予選 |

### 監督成績
2013-01-02現在
| チーム           | 就任       | 退任      | 記録 | 記録 | 記録 | 記録 | 記録   |
| 試合             | 勝利       | 引分      | 敗戦 | 勝率 |      |      |        |
| ---------------- | ---------- | --------- | ---- | ---- | ---- | ---- | ------ |
| アヤックス       | 1985年6月  | 1988年1月 | 117  | 86   | 10   | 21   | 073.50 |
| FCバルセロナ     | 1988年5月  | 1996年5月 | 430  | 250  | 97   | 83   | 058.14 |
| カタルーニャ選抜 | 2009年11月 | 2013年1月 | 4    | 2    | 2    | 0    | 050.00 |
| 合計             | 合計       | 合計      | 551  | 338  | 109  | 104  | 061.34 |

## タイトル

### 選手
アヤックス
- エールディヴィジ (8) : 1965-66, 1966-67, 1967-68, 1969-70, 1971-72, 1972-73, 1981-82, 1982-83[2]
- KNVBカップ (5) : 1966-67, 1969-70, 1970-71, 1971-72, 1982-83[2]
- UEFAチャンピオンズカップ (3) : 1970-71, 1971-72, 1972-73[2]
- UEFAスーパーカップ (2) : 1972, 1973[2]
- インターコンチネンタルカップ (1) : 1972[2]

バルセロナ
- ラ・リーガ (1) : 1973-74[2]
- コパ・デル・レイ (1) : 1977-78[2]

フェイエノールト
- エールディヴィジ (1) : 1983-84[2]
- KNVBカップ (1) : 1983-84[2]

### 監督
アヤックス
- KNVBカップ (2) : 1985-86, 1986-87[2]
- UEFAカップウィナーズカップ (1) : 1987[2]

バルセロナ
- UEFAチャンピオンズカップ (1) : 1991-92[2]
- UEFAカップウィナーズカップ (1) : 1989[2]
- UEFAスーパーカップ (1) : 1992[2]
- ラ・リーガ (4) : 1990-91, 1991-92, 1992-93, 1993-94[2]
- コパ・デル・レイ (1) : 1989-90[2]
- スーペルコパ・デ・エスパーニャ (3) : 1991, 1992, 1994[376]

## 個人タイトル

### 選手
- バロンドール（欧州年間最優秀選手賞）(3)[注 11]: 1971, 1973, 1974[56]
- オランダ年間最優秀選手賞 (3) : 1968, 1972, 1984[376]
- エールディヴィジ得点王 (2) : 1967, 1972[2]
- オランダ年間最優秀スポーツ選手賞 (2) : 1973, 1974[2]
- ドン・バロン・アワード年間最優秀外国人選手 (2) : 1977, 1978[377]
- 北米サッカーリーグ年間最優秀選手 (1) : 1979[2]
- ワールドサッカー選定 20世紀の偉大なサッカー選手100人 3位 : 1999
- 20世紀ワールドチーム : 1998[378]
- ワールドサッカー誌選定20世紀の偉大なサッカー選手100人 3位 : 1999
- 国際サッカー歴史統計連盟  (IFFHS) 20世紀最優秀選手 2位 : 1999[379]
- 国際サッカー歴史統計連盟  (IFFHS) 20世紀欧州最優秀選手 : 1999[380]
- 国際サッカー歴史統計連盟  (IFFHS) 20世紀オランダ最優秀選手 : 1999[381]
- フランス・フットボール選定20世紀最優秀選手 3位 : 1999[382]
- UEFAジュビリーアウォーズオランダ最優秀選手 : 2003[383]
- FIFA 100 : 2004[384]

### 監督
- ワールドサッカー誌選定世界最優秀監督賞 (1) : 1987[385]
- ドン・バロン・アワード年間最優秀監督 (2) : 1991, 1992[377]
- オンズドール年間最優秀監督 (2) : 1992, 1994[386]
- UEFA歴代最高監督 : 2017[387]

### その他
- フランシナ・ブランカース＝クン キャリア賞（オランダ語版） : 2005[388]
- ローレウス世界スポーツ賞生涯功労賞 : 2006[376]
- FIFA功労賞 : 2010[376]
- UEFA会長賞 : 2013[389]

## 栄典
- オラニエ＝ナッサウ勲章（英語版）騎士位 : 1974[390]
- オラニエ＝ナッサウ勲章士官位 : 2002[390]
- サン・ジョルディ十字勲章 : 2006[391]
- レアル・オルデン・デル・メリト・デポルティーボ（スペイン語版） : 2016[392]